# Chansons de geste
Chansons de geste [ʃɑ̃ˈsɔ̃ də ˈʒɛst]IPA (písně o činech) je souhrnné žánrové označení pro více než sto třicet velkých epických skladeb starofrancouzské hrdinské epiky převážně z 12. a 13. století. Původně nebyly určeny k četbě, ale k přednesu polozpěvem (recitativem) za doprovodu hudebního nástroje (především loutna, psaltérium nebo flétna) profesionálními pěvci, takzvanými žakéři (z latinského ioculatores). V naprosté většině jde o anonymní písně, teprve od počátku 13. století známe i některé autory, například žakéře Bertranda de Bar-sur-Aube z Champagne nebo truvéra Adeneta le Roi z Brabantu. Další vývoj žánru, trvající až do konce 14. století, kdy se začal měnit ve dvorský (kurtoazní) rytířský román, je možno považovat již za úpadkový.
Již od přelomu 12. a 13. století samotní žakéři zařazovali písně podle rodokmenu hlavních hrdinů (rytířů) do tří cyklů (královský, Viléma Oranžského a Doona Mohučského). Toto hrubé tematické třídění se z praktických důvodů používá dodnes, ačkoliv se v něm propojují písně vzniklé v různých dobách a řada písní může být zařazena do více cyklů. Později bylo toto rozdělení doplněno ještě o cyklus křížových výprav a o takzvané regionální cykly (severofrancouzský, lotrinský, blaiveský a saint-gilleský).
Jazykem písní je především starofrancouzština, ale některé z nich jsou složeny také v okcitánštině (provensálštině), lotrinštině nebo v pikardštině. V Itálii, díky velkému ohlasu, vznikaly chansons de geste ve smíšeném jazyce založeném na starofrancouzštině, ale s tvary a slovy z italských dialektů (zejména lombardského a benátského), které se soustavně mísily. Velká část z nich je obsažena v rukopise La geste Francor z první poloviny 14. století, který je uložen v Bibliotece Marciana v Benátkách.

## Teorie ovzniku chansons de geste

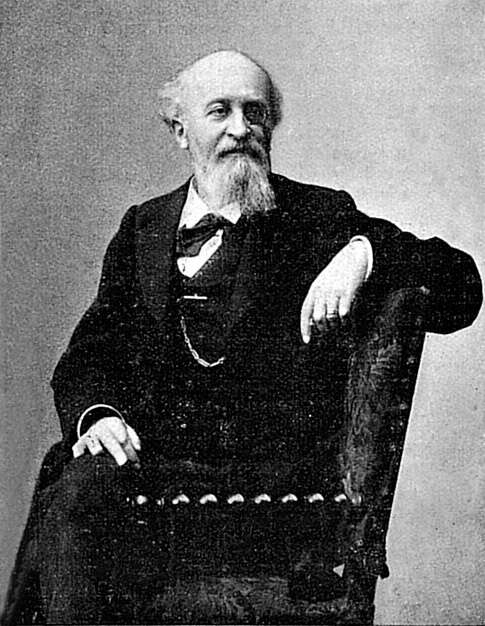
Gaston Paris

Zápisy hrdinských eposů byly objeveny většinou v období romantismu, který pak ovlivnil první literární teorie o jejich původu. Jejich podstatou je myšlenka o přirozené poezii lidu, kterou pod vlivem Herdera zastával francouzský historik Claude Charles Fauriel (1772–1847), podle něhož jsou hrdinské eposy spontánním projevem národního génia, přičemž za jejich kolébku považoval Provence.
Na základě toho, že děje, které jsou v jednotlivých písních vypravovány, mají většinou historický základ, ale skutečná fakta jsou v nich zpravidla silně deformována, došel francouzský filolog a zakladatel romanistických studií Gaston Paris (1839–1903) ve svém spise La Littérature française au Moyen Âge (1888, Francouzská středověká literatura) k názoru, že základem skladeb byly takzvané kantilény, krátké lyricko-epické básně, které vznikaly v 7. až 10. století pod přímým vlivem opěvovaných událostí a vyjadřovaly nejprve převážně lyrickou formou hrdost z vítězství, bolest z porážky nebo žal nad mrtvými. V průběhu dalších století pak tyto hypotetické písně prošly literární redakcí a začaly v nich převažovat epické prvky.
Parisovu teorii odmítl jeho žák, literární historik Joseph Bédier (1864–1938). Ve svých čtyřsvazkových Les Légendes épiques (1908–1913, Epické legendy) dokazoval, že písně zcela jasně odrážejí kulturně-politickou situaci společnosti 11. až 13. století, nikoliv však ducha dob starších. Kromě toho o existenci Parisových kantilén neexistuje žádný doklad. Proto je podle Bédiera nutno považovat písně za útvary umělé, vzniklé nejdříve na přelomu 11. a 12. století z legend, ve kterých byly uchovány historické vzpomínky. Tyto legendy byly spjaty se svatyněmi a kláštery, přes které vedly jednak velké poutní cesty ke hrobu svatého Jakuba v Santiagu de Compostela, jednak cesty ozbrojených výprav proti Saracénům ve Španělsku. V účastnících těchto poutí a výprav pak našli místní žakéři vděčné posluchačstvo pro svá vystoupení.
I Bediérova teorie našla mnoho odpůrců, kteří především poukazovali na to, že v žádném dochovaném eposu se neobjevují zmínky o poutích, ačkoliv je proklamován úzký vztah žakéřů s publikem. Většinou proto byli přesvědčeni, že písně mají daleko hlubší kořeny, než předpokládá Bédier. Někteří z nich dokonce odvozovali chansons de geste od latinské středověké výpravné literatury. Španělský romanista Ramón Menéndez Pidal (1869–1968) pak ve své práci La Chanson de Roland y el neotradicionalismo (1959, Píseň o Rolandovi a neotradiconalismus) vyjádřil přesvědčení, že zárodečné podoby nejstarších písní vznikly opravdu již v době, kdy se odehrávají. Tyto zárodečné texty pak procházely rukama dalších upravovatelů, kteří je obohacovali o další motivy a postavy. Písně jsou tak podle Pidala plodem kolektivní tvorby, souhrnem anonymních individuálních tvůrčích činů.

## Jazyková stránka a kompozice písní
Ústní tradování skladeb bezprostředně ovlivňovalo jejich jazykovou stránku i kompoziční principy. Základem pěvecké techniky byly takzvané formule v rozpětí půl nebo celého verše. Jde o skupiny slov (například jméno hrdiny, označení místa děje atp.), které byly pravidelně využívány za stejných metrických podmínek pro vyjádření dané základní myšlenky. Jejich seřazováním pak vznikaly vyšší vypravěčské celky.
Písně byly skládány ve verších, nejprve desetislabičných s charakteristickou cézurou po čtvrté slabice, později se objevuje i verš osmislabičný a také dvanáctislabičný alexandrín. Nejstarší skladby nebyly rýmované, ale pouze asonované, rým se objevuje až ve 13. století. Verše se pak spojovaly do strof (do takzvaných laisses) o nestejné délce, ukončované zvláštním slovem, které mělo zřejmě vést posluchače k větší pozornosti.

## Rytíř – hrdina chansons de geste

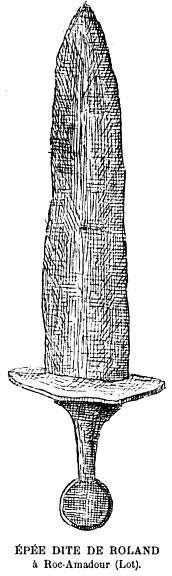
Durandal

Hrdinou chansons de geste je rytíř obvykle nadaný nadlidskou silou, který je schopen vydržet nejrůznější fyzické nebo duševní utrpení. Nemusí být nutně šlechtického původu (označení rytíř jako šlechtický titul se začalo používat až ve 12. století), důležité je, aby příkladně plnil rytířský mravní kodex, to jest:
- statečnost, tedy schopnost dokázat fyzickou sílu a odvahu v boji,
- věrnost pánovi, dodržování vazalských slibů,
- štědrost (rytíř opovrhuje bohatstvím a odmítá je hromadit),
- důležitá je rovněž úcta k ženě a povinnost ochraňovat chudé, sirotky a vdovy.[10]

Protože jeho lenní pán obvykle vystupuje jako obhájce křesťanské víry, je služba tomuto pánovi zároveň službou Bohu, v čemž jim pomáhají na boží pokyn andělé.
Rytíř si rovněž váží své zbraně. Ta má často jméno: tak například meč krále Karla Velikého se jmenuje Radostný (Joiuse), meč jeho rytíře Rolanda Smrtonosný (Durandal).
V nejstarších chansons de geste neznají rytíři slabosti lásky. Jediná slabost, které jsou přístupní, je něha přátelství, jediná bolest, která u nich vyvolává slzy, je soucit s druhem.
Další vývoj chansons de geste, trvající až do konce 14. století, kdy se začaly měnit ve dvorský (kurtoazní) rytířský román, je možno z hlediska žánru považovat za úpadkový. Vystupuje zde sice neustále rytíř, ale své činy již vykonává ve jménu milované dámy. Pohádkové motivy začínají převažovat a hrdina prožívá celou řadu na sebe nahromaděných nepravděpodobných a fantastických dobrodružství (bojuje s čarodějníky, draky, obry a dalším obludami a zachraňuje před nimi nevinné dívky). Kromě veršů se také začíná objevovat próza.

## Rozdělení chansons de geste do cyklů
Již od přelomu 12. a 13. století byly písně samotnými žakéři zařazovány podle rodokmenu svých hrdinů (rytířů) do cyklů. Rozdělení na tři cykly, které se z praktických důvodů používá dodnes, pochází z písně Girart de Vienne od Bertranda de Bar-sur-Aube. Jde o velmi hrubé třídění, protože se v něm propojují písně vzniklé v různých dobách a řada písní může být zařazena do více cyklů. Jde o:
- Karolínský (královský) cyklus (Le Cycle de Charlemagne ou Cycle du roi) vztahující se především ke Karlovi Velikému, ale i k jeho předkům a synům. Centrem cyklu je Píseň o Rolandovi, nejznámější a nejstarší chanson de geste vůbec.[11]
- Cyklus Viléma Oranžského (Le Cycle de Guillaume d'Orange) nazývaný také někdy podle Vilémova předka Cyklus Garina z Monglane (Le cycle de Garin de Monglane).
- Cyklus Doona Mohučského (Le Cycle de Doon de Mayence), kde je jednotícím prvkem skladeb odboj vazalů z rodu Doona Mohučského proti svým lenním pánům.[9]

Francouzský historik León Gautier (1832–1897) doplnil toto rozdělení ještě o Cyklus křížových výprav (Le Cycle de la croisade) a o takzvané Regionální cykly (Les cycles provincial), to jest Cyklus severofrancouzský (Le cycle du Nort), Lotrinský cyklus (Le cycle des Lorrains), Malý cyklus blaiveský (Le Petite Cycle de Blaye) a Cyklus saint-gilleský (Geste de Saint-Gilles).
Kromě toho existuje ještě celá řada chansons de geste, které nejsou zařazeny do žádného cyklu.

### Karolínský (královský) cyklus

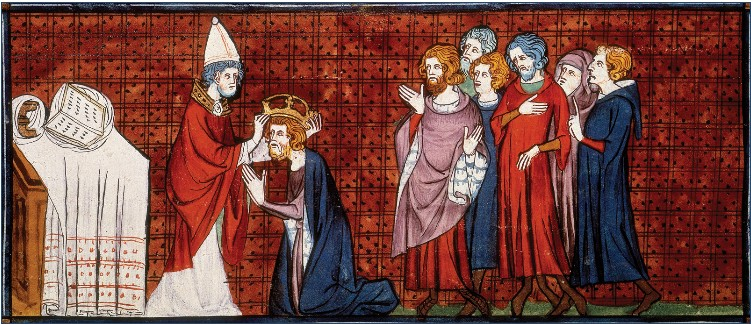
Korunovace Karla Velikého (14. století)

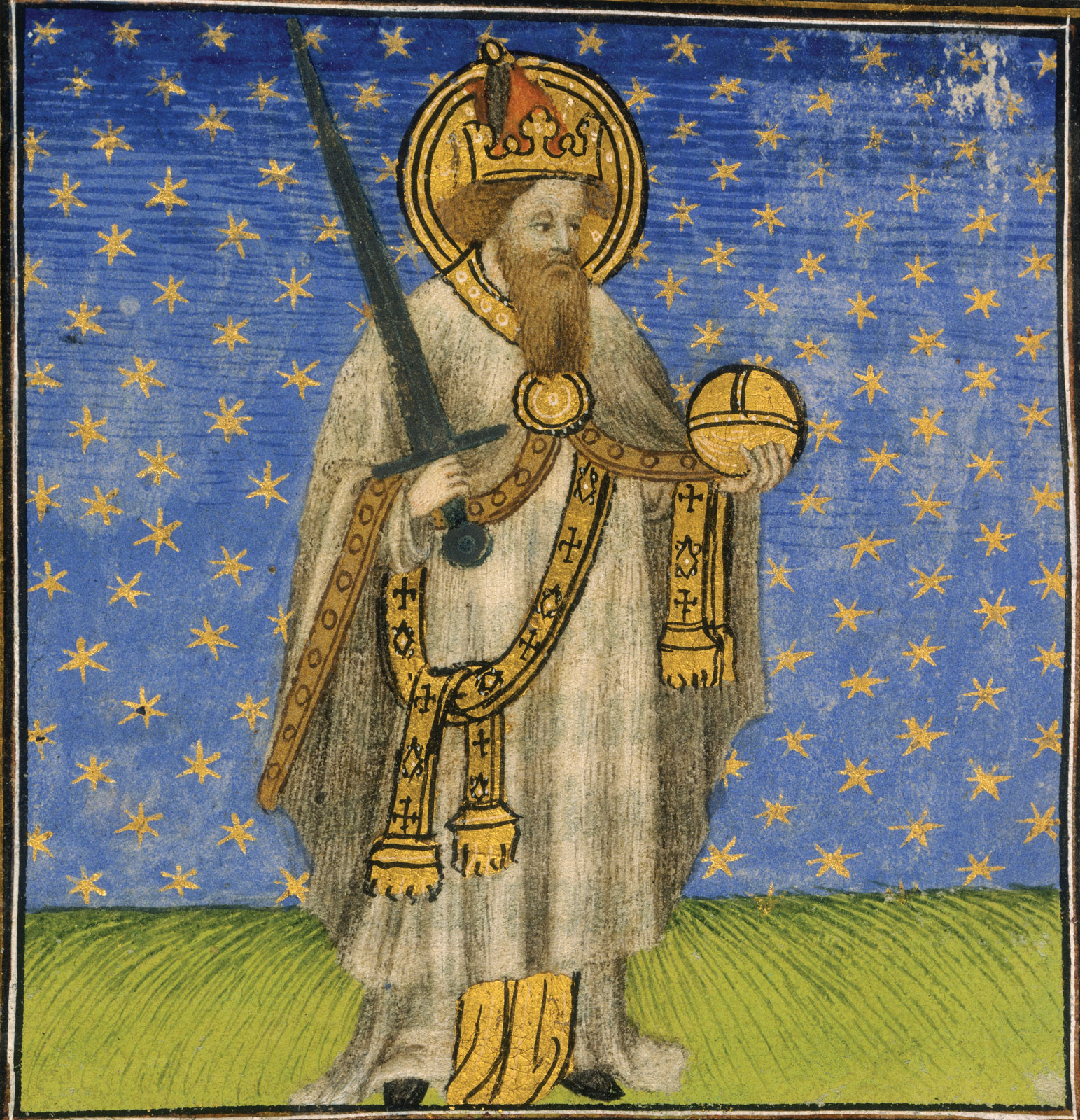
Karel Veliký, miniatura z 15. století

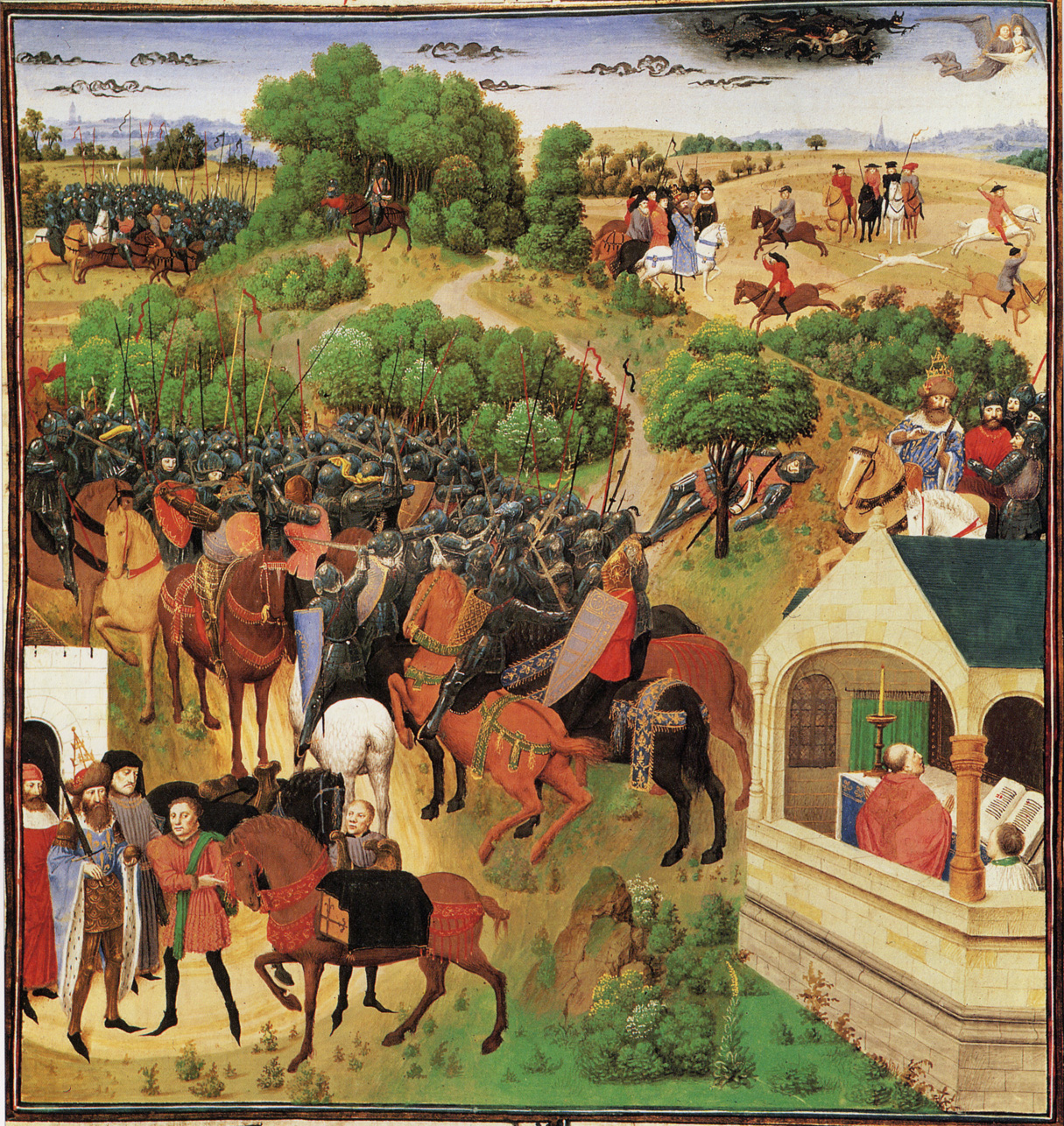
Ilustrace k Písni o Rolandovi zobrazující významné části děje (polovina 15. století).

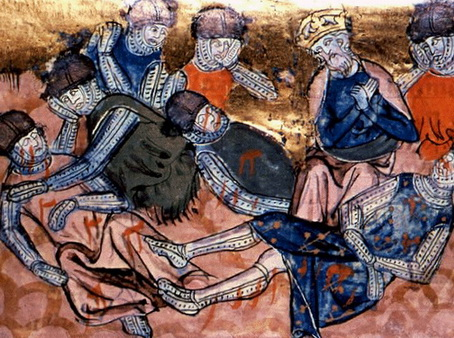
Karel Veliký nad mrtvým Rolandem (14. století)

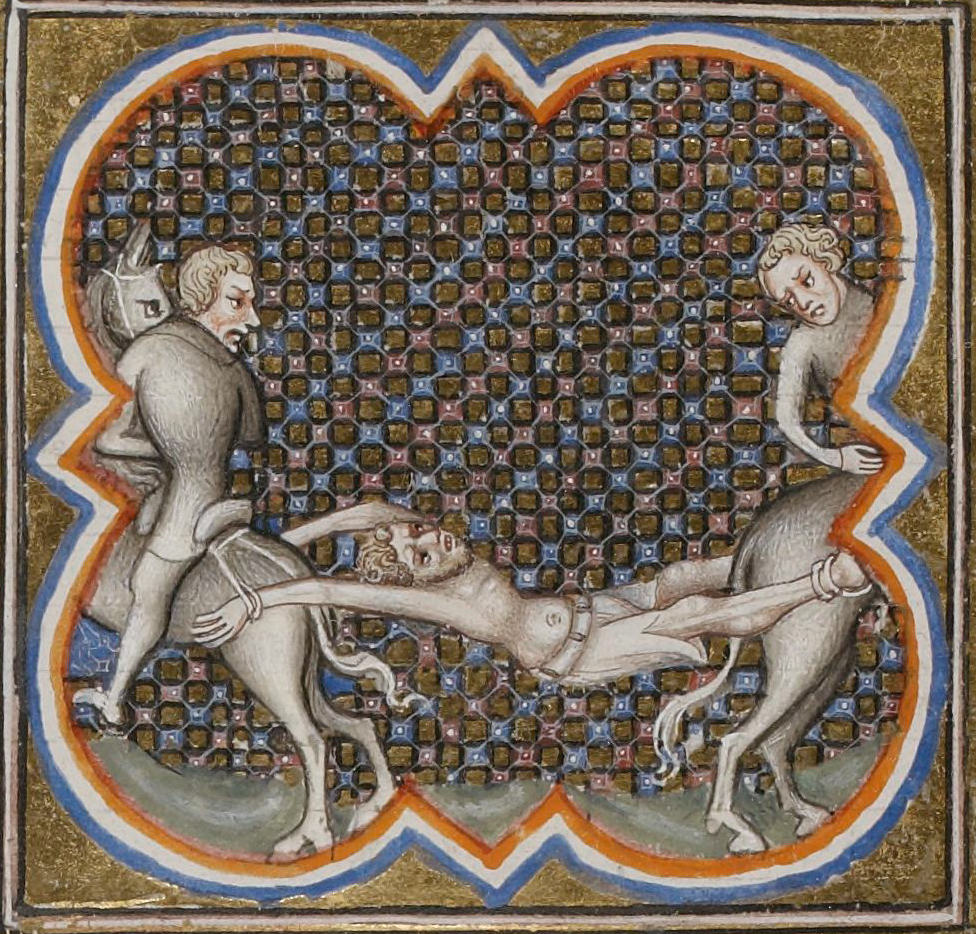
Poprava zrádce Ganelona, ilustrace z Velkých francouzských kronik ze 14. století

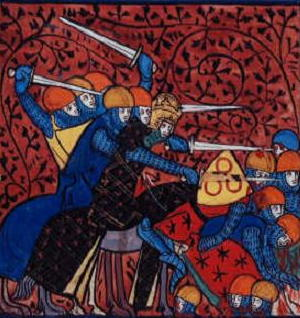
Píseň o Sasech (13. století)

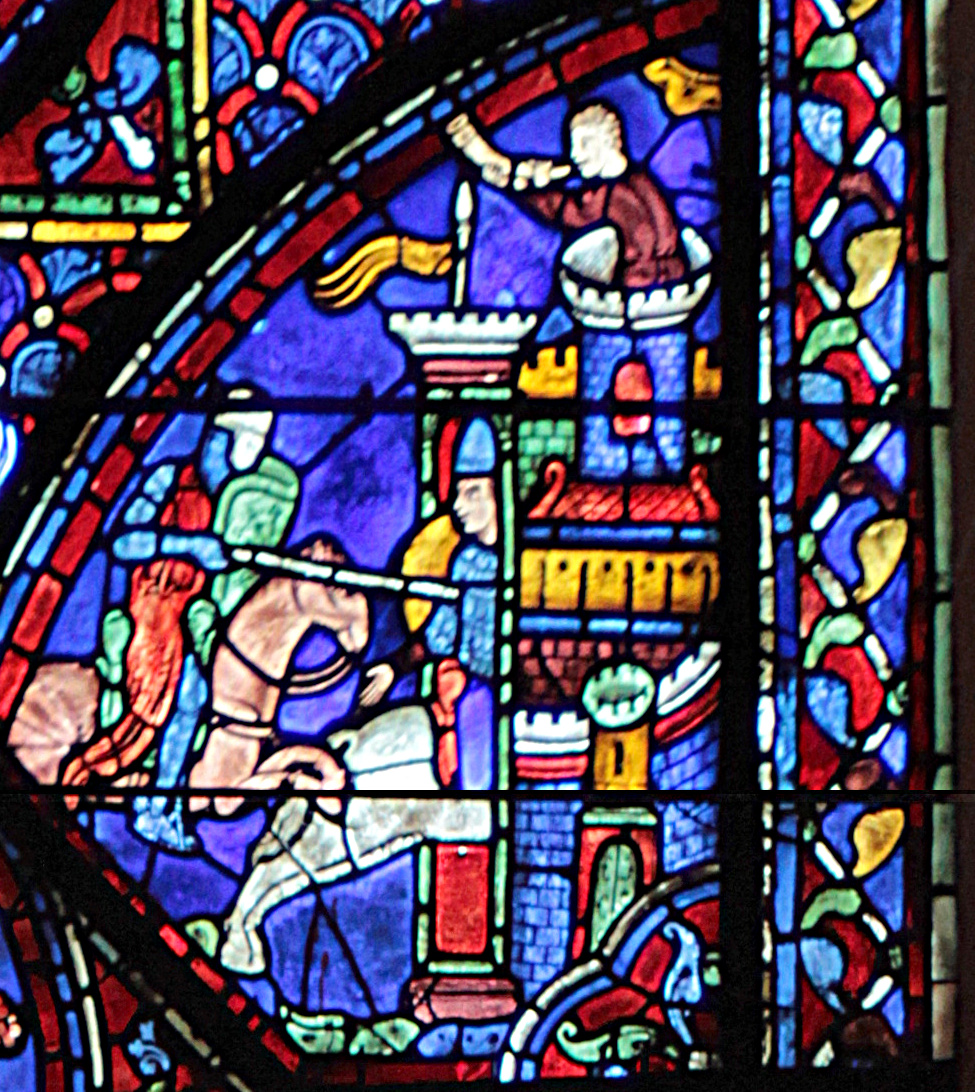
Dobytí Pamplony, vitráž v katedrále Notre-Dame v Chartres(13. století)

Karolínský (královský) cyklus (Le Cycle de Charlemagne ou Cycle du roi) obsahuje přibližně třicet skladeb, které líčí především hrdinské činy Karla Velikého, ale také jeho předků i synů. Obsahem písní jsou hlavně války vedené Karlem Velikým proti Lombarďanům, Angličanům, Sasům a Saracénům a jejich všudypřítomným tématem je král jako obhájce křesťanství.
Karel Veliký je v cyklu obklopen dvanácti významnými rytíři, tzv. paladiny, kteří tvoří jeho dvůr a jsou líčeni jako vzor odvahy a cti, přičemž jejich nejcharakterističtějším rysem je věrnost panovníkovi (lennímu pánovi). Podle Písně o Rolandovi mezi ně patří (v abecedním pořadí):
- Anseïs, zvaný divoký
- Bérengier
- Engelier, gaskoňský vévoda z Bordeaux
- Gerin
- Gerer
- Girart de Roussillon
- Ive
- Ivoire
- Olivier
- Oto
- Roland
- Samson[14]

V jiných písních se ale dvanáctka paladinů skládá z jiných rytířů. Například v eposu Putování Karla Velikého do Jeruzaléma a Konstantinopole jsou z výše uvedených rytířů jmenováni pouze Bérengier, Gerin, Olivier a Roland. Dalšími jsou Aimer, Bernard de Brusban, Bertrand, Ernaud de Gironde, vévoda Naimon, Ogier Dánský, arcibiskup z Remeše Turpin a Vilém Oranžský.
Cyklus obsahuje následující skladby (seřazeno podle předpokládaného data vzniku):
- Chanson de Roland (Píseň o Rolandovi), skladba byla složena kolem roku 1100 a je pravděpodobně nejstarší a nejznámější chanson de geste vůbec. Dochovala se v anglonormanské podobě v oxfordském rukopisu z druhé čtvrtiny 12. století. Je anonymní. V posledním verši je sice uvedeno „Zde končí hrdinské činy, jež sepsal Turold“, ale spíše než o autora jde o tvůrce opisu. Historickým jádrem písně je výprava Karla Velikého proti Saracénům roku 778 a jejím vrcholem je líčení bitvy v pyrenejském průsmyku Roncevaux, kde Saracéni díky zradě nevlastního Rolandova otce Ganelona zničí zadní voj Karlovy armády vedené Karlovým synovcem Rolandem, který v bitvě padne.[16]
- Gormond et Isembart (Gormond a Isembart), dochován pouze tak zvaný bruselský zlomek, epos vznikl počátkem 12. století a podle některých historiků může být dokonce starší než Píseň o Rolandovi. Vypráví o francouzském rytíři Isembartovi, který byl pronásledován svým králem (jde o Ludvíka I.), proto se vzdal křesťanské víry a vstoupil do služeb saracénského krále Gormonda.[17]
- Pélerinage Charlemagne a Jérusalem et a Constantinople (Putování Karla Velikého do Jeruzaléma a Konstantinopole), nejkratší epos královského cyklu z počátku 12. století. Jde první dochovanou skladbu složenou v alexandrinech. Píseň se nezakládá na žádné historické události a vykazuje parodické prvky.[18]
- Floovant (polovina 12. století), burgundský epos o nejstarším synovi franského krále Chlodvíka IV. Floovant byl otcem vyhnán pro nevhodné chování a po celé řadě dobrodružství mu nakonec pomohl v boji se Saracény a byl korunován jako následník trůnu.[19]
- Fierabras (asi 1170), píseň o smyšleném saracénském rytíři (někdy obrovské postavy), který se objevuje v několika chansons de geste. Je synem španělského krále Balana a často se dostává do konfliktů s dvanácti Karlovými paladiny, zvláště pak s rytířem Oliverem. Fierabras se nakonec stane křesťanem a rytířem Karla Velikého.
- Aspremont (asi 1188), epos líčí první hrdinské činy rytíře Rolanda v boji proti Saracénům vedeným králem Agolantem. Vystupuje zde rovněž arcibiskup Turpin, jehož kříž se v bitvě proměnil v oslňující slunce, před nímž pohané prchali. Existuje také frankoitalská verze Aspramonte z 13. století.[20]
- Chanson des Saisnes (Píseň o Sasech), konec 12. století, autorem je arraský truvér Jean Bodel. Píseň líčí boje se Sasy, kteří se vzbouří v době Karlovy výpravy do Španěl.
- Mainet (konec 12. století), vypráví o Karlově mládí a jeho pobytu v Toledu u saracénského krále Galafra, kde se pod přezdívkou Mainet skrývá před svými dvěma nevlastními bratry, kteří jej po smrti Pipina Krátkého chtějí zavraždit a zmocnit se tak trůnu. Existuje také frankoitalská verze s názvem Karleto.[21]
- Chanson d'Aiquin (přelom 12. a 13. století), píseň vznikla v Bretani a je známá z kopie z 15. století. Její podtitul zní La conqueste de la Bretaigne par le roy Charlemaigne (Dobytí Bretaně králem Karlem Velikým).
- Simon de Pouille (Simon z Apulie), epos z počátku 13. století týkající se cesty Karla Velikého do Svaté země.
- Macaire ou La reine Sebile (konec 12. století), frankoitalská báseň o neprávem pronásledované manželce Karla Velikého.
- Beuve de Hamptone (13. století), píseň o předkovi Milona, otce Rolanda, založená na anglonormanském eposu z přelomu 12. a 13. století. Epos je někdy připisován Bertrandovi de Bar-sur-Aube. Existuje rovněž frankoitalská verze Bovo d'Antona.
- Huon de Bordeaux (asi 1215 až 1240), pohádkové příběhy Karlova vazala Huona v době Karlova stáří. Huon je rytíř, který v sebeobraně zabije králova syna Charlota a dostane za úkol splnit řadu zdánlivě nemožných úkolů, aby mu byl prominut trest smrti, v čemž mu pomáhá král víl a elfů Oberon (Auberon). Později byl dotvořen prolog Roman d'Auberon (Román o Oberonovi) ze 13. století a šest pokračování ze 14. století: Huon, roi de Féérie (Huon, král z pohádky), Chanson d'Esclarmonde (Píseň o Esclarmondě), Chanson de Clarisse et Florent, Chanson d'Yde et d'Olive, Chanson de Godin a La Chanson de Croissant.[22]
- Gaydon (asi 1230), epos o snaze pomstít smrt zrádce Ganelona falešným obviněním Thierryho d'Anjou, který svým vítězstvím v souboji prokázal Ganelonovu vinu (viz Píseň o Rolandovi).
- L'Entrée d'Espagne (asi 1320, Vpád do Španěl), frankoitalský epos, který společně s písní Prise de Pampelune (Dobytí Pamplony) tvoří jakýsi prolog k Písni o Rolandovi. Svým obsahem se blíží rytířskému románu. Jako autor je někdy uváděn Giovanni da Nono z Padovy.[23]
- Jehan de Lanson (kolem roku 1239), epos vypráví o synovci budouciho zrádce Ganelona, který odpadl od víry a stal se nepřítelem císaře.[24][25]
- Prise de Pampelune (asi 1328, Dobytí Pamplony), frankoitalský epos, pokračování písně L'Entrée d'Espagne (Vpád do Španěl), se kterou tvoří jakýsi prolog k Písni o Rolandovi. Za autora je považován Niccolò da Verona.[26]
- Berthe aux grands pieds (Berta s velkýma nohama), asi 1275, autorem je brabantský truvér Adenet le Roi. Píseň vypráví o příchodu matky Karla Velikého z Uher ke franskému dvoru. Existuje rovněž frankoitalská verze Berta de li gran pié.
- Basin (13. století), původní píseň je dnes ztracena, obsah je znám z norského prozaického zpracování Karlamagnús saga. Epos líčí návrat Karla do vlasti poté, co byl nucen uprchnout před svými nevlastní bratry po smrti svého otce, krále Pipina. Zjeví se mu anděl a poradí mu, aby se v Ardenách seznámil se zlodějem jménem Basin, který mu pomůže zvítězit nad uchvatiteli trůnu.[27]
- Berta e Milon (Berta a Milon), frankoitalský epos z 13. století o Rolandově narození.
- Orlandino (13. století), frankoitalská báseň o Rolandově setkání s Karlem Velikým.
- Destruction de Rome (Zničení Říma), 13. století, autor Gautier z Douai.
- Otinel (asi 2. polovina 13. století), líčí výpravu proti Saracénům do Itálie.
- Anseïs de Carthage (konec 13. století), autor pravděpodobně Jean de Bapaume. Epos popisuje události, které se staly ve Španělsku po bitvě v průsmyku Roncevaux. Karel Veliký určil králem Španělska a Kartága mladého rytíře Anseïse a jako zkušeného rádce mu ponechal Isorého le Sauvage. Isorého dcera Letise se do Anseïse zamiluje a oddá se mu. Isoré to považuje za zneuctění, přejde na stranu Saracénů a rozpoutá novou krutou válku. Nakonec je s pomocí Karla Velikého poražen a zemře. Anseïs se ožení s krásnou saracénkou princeznou Gaudisse, která se nechala pokřtít.[28]
- Gui de Bourbogne (počátek 14. století), píseň se týká dobytí Španělska Karel Velikým. Gui je vůdcem vojska mladých rytířů, synů paladinů krále (on sám je synem jedné jeho sestry).[29]
- Galien (polovina 14. století), příběh Galiena, syna Oliviera a byzantské princezny (zde píseň navazuje na epos Putování Karla Velikého do Jeruzaléma a Konstantinopole). Galien je vychováván v Konstantinopoli a dlouho neví, kdo je jeho otec. Když mu to matka prozradí, odjede do Francie a otce najde v předvečer bitvy v pyrenejském průsmyku Roncevaux. Následně pomáhá Karlovi Velikému porazit Saracény a otce pomstít. Později zachraňuje matku před zrádnými strýci a stává se císařem Konstantinopole.[30]
- Hugues Capet (asi 1360), epos o králi Hugovi Kapetovi, zakladateli dynastie Kapetovců, nástupců Karlovců. Píseň vypráví o jeho životě a o tom, jak potrestal vraha krále Ludvíka V. Epos končí jeho korunovací v Remeši.[31]
- Le roi Louis (14. století, Král Ludvík), zachován pouze zlomek o vítězství Ludvíka III. nad Normany roku 881 v bitvě u Sanscourte.

### Cyklus Viléma Oranžského

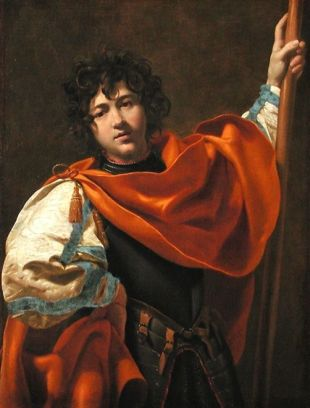
Vilém z Gellone, předobraz Viléma Oranžského, obraz Simona Voueta z let 1622 až 1627

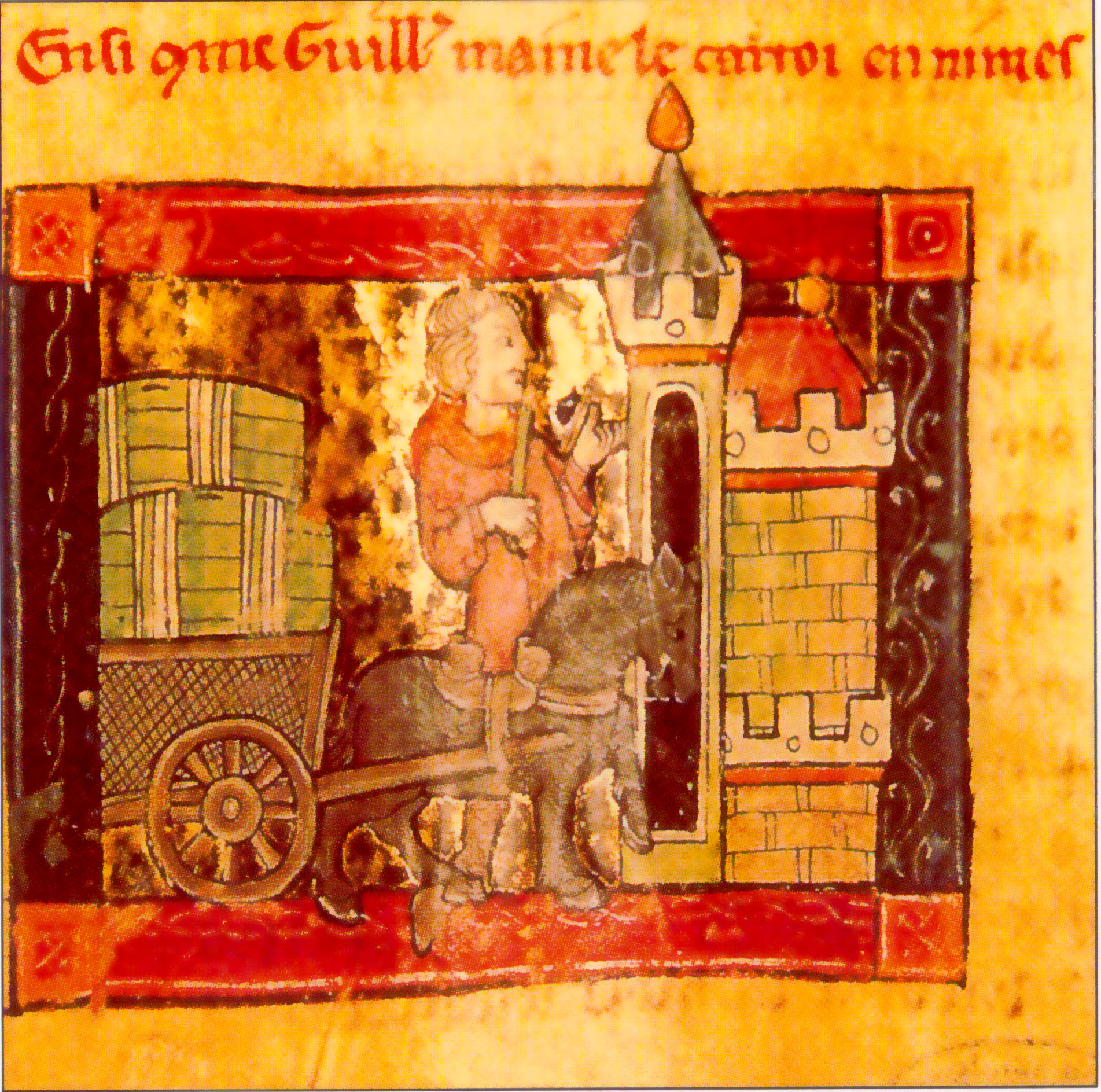
Vilém Oranžský před Nîmes (13. století)

V Cyklu Viléma Oranžského (Le Cycle de Guillaume d'Orange), nazývaném také někdy podle Vilémova předka Cyklem Garina z Monglane (Le cycle de Garin de Monglane), není ztělesněním hrdinství král a císař Karel Veliký, který již zestárl, ale křesťanský feudál Vilém Oranžský, hrabě toulouský, nazývaný též Vilém s krátkým nosem (Guillaume au Court Nez). Jeho postava byla inspirována životem Viléma z Gellone (kolem 750–812), prohlášeného roku 1066 za svatého. Cyklus obsahuje dvacet pět skladeb, z nichž je řada o předcích Viléma Oranžského počínaje prapředkem Garinem z Monglane.
Rodokmen potomků Garina z Monglane sestavený na základě obsahu jednotlivých písní:
- Garin z Monglane (4 synové)
  - Hernaut de Beaulande
    - Aymeri de Narbonne
      - Guibert
      - Bernart
      - Vilém Oranžský
      - Garin d'Anseun
        - Vivien

      - Hernaut de Girone
      - Beuve de Comarchis
      - Aymer
      - Blanchefleur (manželka syna Karla Velikého Ludvíka I.)

  - Girart de Vienne
  - Renier de Gennes
    - Olivier
      - Galien

    - Aude (snoubenka Rolanda)

  - Milon
    - Roland
    - Baudoin

Cyklus obsahuje tyto skladby (seřazeno podle předpokládaného data vzniku):

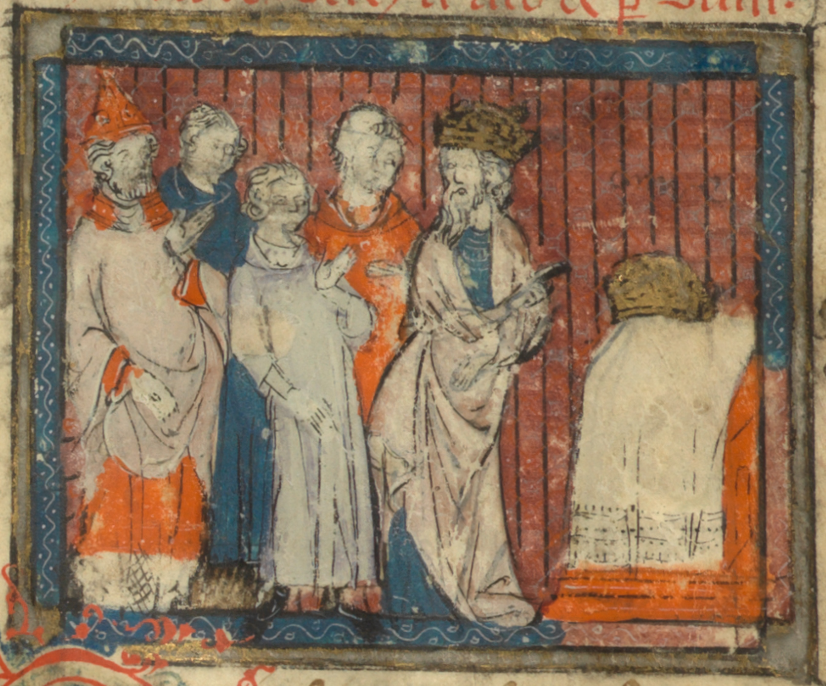
Korunovace krále Ludvíka (13. století)

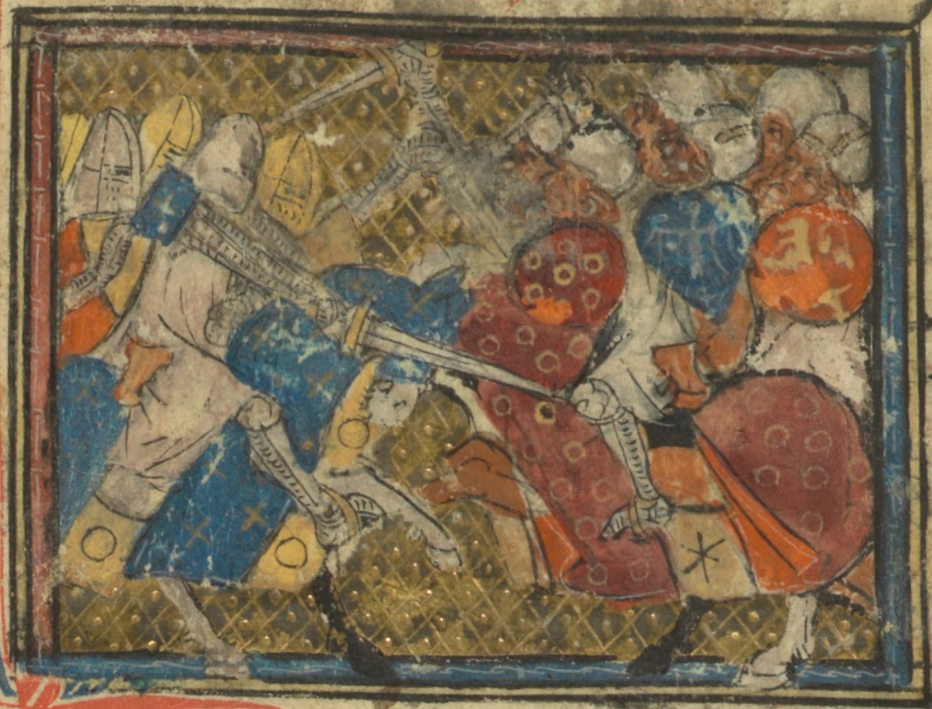
Bitva na pláních Aliscans (13. století)

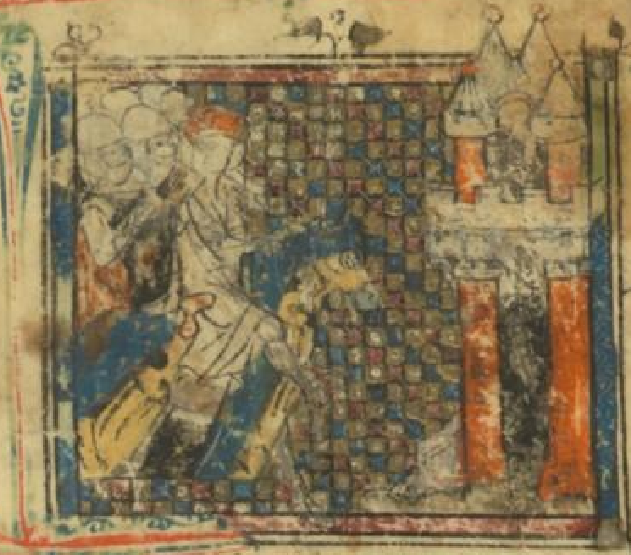
Karel Veilký před Narbonne (13. století)

- Chanson de Guillaume (asi 1140, Píseň o Vilémovi), nejstarší píseň cyklu dochovaná v anglonormanském rukopise ze 13. století pod názvem Chançun de Willame. Objevena byla až roku 1901 a proto nebyla zahrnuta do původních písní cyklu. Skládá se ze dvou částí. První z nich popisuje smrt Vilémova synovce Viviena v bitvě proti Saracénům a na jejím základě byla později vytvořena píseň Aliscans. Historickým zdrojem této části je bitva, kterou svedl Vilém z Gellone se Saracény poblíž řeky Orbieu roku 793. Druhá o něco mladší část nazývaná někdy Chanson de Rainouart (Píseň o Rainouartovi) se zaměřuje na osudy dobromyslného obra Rainouarta, bratra Vilémovy manželky, někdejší pohanské princezny. Rainouart, který postupně nabývá stále více heroikomických rysů a významně pomáhá Vilémovi v odvetném boji proti Saracénům.[35]
- Couronnement de Louis (Korunovace krále Ludvíka). Píseň byla připisována žakéři Bertrandovi de Bar-sur-Aube, vznikla však již kolem roku 1160. Líčí korunovaci syna Karla Velikého Ludvíka, jehož královský titul uhájí ochránce Vilém Oranžský. Při následné výpravě do Itálie se Vilém stane zachráncem Říma, ale při vítězném souboji se saracénským obrem Corsoltem přijde o špičku nosu (odtud jeho přezdívka „s krátkým nosem“). Píseň je někdy řazena do Královského cyklu.[36]
- Charroi de Nîmes (Jízda na vozech do Nîmes), polovina 12. století, píseň o Ludvíkově nevděku při udílení lén, Vilém si své léno, město Nîmes, musí sám dobýt na Saracénech. Své vojsko dostal do města na vozech v sudech.
- Prise d'Orange (Dobytí Orange), polovina 12. století, Vilém získává Orange a ruku saracénské princezny Orable, která se nechá pokřtít na Guibourg.
- Moniage de Guillaume (asi 1160 až 1170, Vilémovo mnišství), po smrti Orable odchází Vilém do kláštera v Aniane u Montpellier, později žije jako poustevník, když je však král Ludvík v nebezpečí znovu mu pomáhá.
- La Bataille Loquifer (asi 1170, Souboj s Loquiferem), autor Jendeu de Brie, epos popisuje soubor mezi Rainouartem a saracénským obrem Loquiferem, na kterém závisí výsledek bitvy mezi bezvěrci a křesťany. Rainouart zvítězí, ale jeho syn Maillefers je unesen Saracény.
- Moniage de Rainouart (asi 1170, Rainouartovo mnišství), autor Jendeu de Brie. Jde o jakousi parodii na píseň Moniage de Guillaume. Rainouart je postrachem kláštera, jehož představený se ho marně snaží zbavit.
- Aliscans (asi 1180 až 1190), píseň o bitvě na pláních Aliscans poblíž Arles nebo Orange, kde křesťanská vojska utrpí strašlivou porážku od cordobského krále Dérama. V bitvě zahyne také Vilémův synovec Vivien. Vilém následně sesbírá nové vojsko a Saracény nakonec porazí. Epos je napsán v pikardštině a je založen na Písni o Vilémovi (Chanson de Guillaume).[35] K písni byly později vytvořeny dva prology:
  - Covenant de Vivien (Vivienův slib) píseň z konce 12. století o pasování Viviena na rytíře, při kterém složil slib, že nikdy neustoupí před Saracény. Jiný název písně je Chevalerie Vivien (Rytíř Vivien).[37]
  - Enfances Vivien (Vivienovo mládí), epos z počátku 13. století popisující Vivienovu výchovu u Vilémovy ženy.[37]
- Garin de Monglane (Garin z Monglane), epos z 1. poloviny 13. století o pradědovi Viléma Oranžského a jeho příchodu ke královskému dvoru.
- Cycle de Narbonnais (Narbonnský cyklus), autonomní cyklus sedmi písní týkajících se Aymeriho de Narbonne, vnuka Garina de Monglane, a jeho potomků:
  - Aymeri de Narbonne (asi 1210), v eposu vystupuje mladý rytíř Aymeri, který se vrací s Karlem Velikým ze Španělska, dobývá a získává lénem město Narbonne, autorem je Bertrand de Bar-sur-Aube.
  - Les Narbonnais (Narbonnští), rozsáhlý epos ze 13. století, který se dělí někdy na dvě části: Le département des enfants Aymeri (Podíly synů Aymeriho) a Le siège de Narbonne (Obléhání Narbonne). Epos je někdy připisován Bertrandovi de Bar-sur-Aube.[38]
  - La mort d'Aymeri (1170 až 1180, Aymerova smrt), epos vypráví o okolnostech smrti již starého Aymeriho při boji se Saracény u Narbonne.
  - Guibert d'Andrenas (před 1225), píseň o Guibertovi, nejmladším synovi Aymeriho.
  - Le siege de Barbastre (Obléhání Barbastre), přelom 12. a 13. století, epos o činech Vilémova bratra Beuva a jeho synů Girarta a Guielina.
  - La prise de Cordres et de Sebille (Dobytí Cordres a Sebille), 13. století, další činy Vilémova bratra Guiberta.
  - Beuve de Comarchis nebo Buevon de Conmarchis (konec 13. století), píseň od Adeneta le Roi založená na písni Le siege de Barbastre.
- Girart de Vienne (počátek 13. století), autor Bertrand de Bar-sur-Aube, epos obsahuje popis konfliktu Garinova syna Girarta s Karlem Velikým, který se oba rozhodnou řešit soubojem mezi Rolandem a Olivierem. Ten je přerušen andělem přinášejícím rozkaz od Boha, aby přestali v boji a obrátili se proti nevěřícím. Oba rytíři si pak přísahají věčné přátelství.
- Enfances de Guillaume (před 1250, Vilémovo mládí), první hrdinské činy mladého Viléma Oranžského, jeho cesta ke dvoru a pasování na rytíře.
- Foulque de Candie (konec 13. století), autor Herbert le Duc de Dammartin, píseň o bratranci rytíře Viviena.
- Hernaut de Beaulande, fragment ze 14. století o synovi Garina z Monglane.
- Renier de Gennes (14. století), epos o synovi Garina z Monglane známý pouze ze své prozaické podoby. K eposu se váže píseň Les Enfances Renier (Renierovo mládí) rovněž ze 14. století.[39]
- Enfances Garin de Monglane (Mládí Garina z Monglane), 15. století.[40]

### Cyklus Doona Mohučského

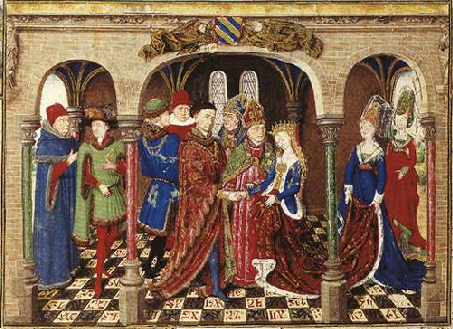
Svatba Girarta de Roussilion (asi 1450)

Je-li v předcházejících chansons de geste dominantním motivem vazalská věrnost, je v Cyklu Doona Mohučského (Le Cycle de Doon de Mayence), jednotícím prvkem skladeb odboj vazalů z rodu Doona Mohučského proti svým lenním pánům. Proto je cyklus také někdy nazýván Cyklem odbojníků. Ve skladbách se rovněž projevuje historická realita: feudální rozdrobenost a slabé postavení panovníka. Vzpurní rytíří jsou propojeni s Doonem fiktivními genealogickými vazbami a většinou vystupují proti Karlovi Velikému. To naznačuje, že Karel Veliký je zde jen pseudonymem pro své slabší nástupce.
Doon Mohučský měl dvanáct synů, z nichž nejvýznamnější jsou:
- Gaufrey de Danemarche (Gaufrey Dánský), otec Ogiera Dánského,
- Doon de Nanteuil, otec Garniera de Nanteuil,
- Griffon d'Hauteville, otec zrádce Ganelona z Písně o Rolandovi,
- Aymond de Dordone (Ajmond z Dordone), otec Renauda de Montauban (Dordone je dnešní Dordogne),
- Beuves d'Aigremont, otec kouzelníka Maugise a Viviena de Monbran,
- Sevin (nebo Seguin), otec Huona de Bordeaux.

Jeho bratrem byl Drogon, otec Girarta de Roussillon.
Cyklus obsahuje tyto skladby (seřazeno podle předpokládaného data vzniku):

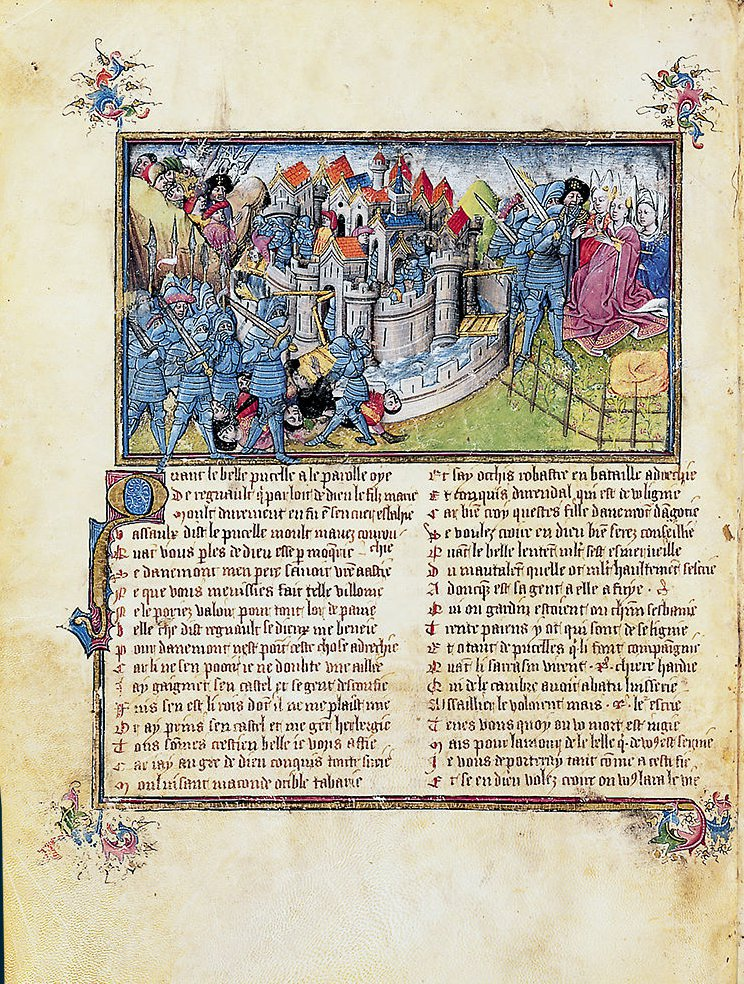
Píseň o čtyřech synech Ajmonových (asi 1440)

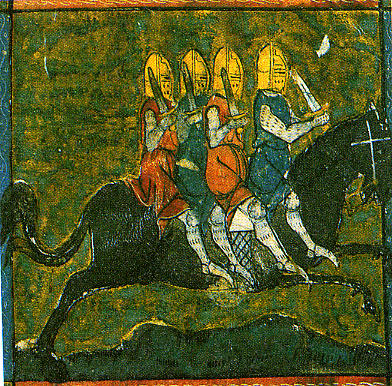
Čtyři synové Ajmonovi na kouzelném koni Bajardovi (14. století)

- La chanson de Girart de Roussillon (kolem 1180, Píseň o Girartovi de Roussillon), burgundský epos o vzpouře synovce Doona Mohučského proti králi Karlovi (skutečný Girart de Roussillon žil v letech 810–879 a byl významný franský velmož).[42]
- Geste de Nanteuil, autonomní cyklus pěti písní o Doonovi de Nanteuil a jeho potomcích.[43]
  - Doon de Nanteuil (konec 12. století), Doon de Nanteuil, syn Doona Mohučského, bojuje s Karlem Velikým až do zásahu anděla.[44]
  - Aye d'Avignon (1195 až 1205), epos o dceři vévody z Avignonu, neteři Karla Velikého a manželce Garniera de Nanteuil.[45]
  - Gui de Nanteuil (asi 1207), hlavním hrdinou je syn Garniera de Nauteil.[46]
  - Parise la Duchesse (mezi 1225 a 1250, Vévodkyně Parise), hrdinkou je dcera Garniera de Nanteuil, nevinná a pronásledovaná žena, jejíž ctnost nakonec zvítězí.[47]
  - Tristan de Nanteuil (asi 1375–1380), pozdní chanson de geste o synovi Guiho de Nanteuil, který prožívá celou řadu na sebe nahromaděných nepravděpodobných dobrodružství. Dílo tak vykazuje úpadkové prvky žánru související se vznikem rytířských románů.[48][49]
- Le cycle de Renaud de Montauban (Cyklus Renauda de Montauban), autonomní cyklus pěti písní soustředěných kolem syna Ajmonda z Dordone.[50]
  - Renaud de Montauban (1195), epos známý také jako Čtyři synové Ajmonovi (Les quatre fils Aymon), píseň o nenávisti a o bojích mezi Karlem Velikým a čtyřmi syny Ajmona z Dordone (Renaud de Montauban, Guichard, Allard a Richard). K záchraně před pomstychtivým králem jim pomůže kouzelný kůň Bajard (Bayard) a jejich bratranec kouzelník Maugis. Jde o nejdelší starofrancouzský epos.[51]
  - Beuves d'Aigremont (13. století), epos o otci kouzelníka Maugise a Viviena de Monbranc.[52]
  - Maugis d'Aigremont (13. století), epos o čaroději, kterého vychovala víla. Získal kouzelného koně Bajarda (Bayarda) a meč Froberge. Obojí daroval později Renaudovi de Montauban.[53]
  - Vivien de Monbranc (13. století), epos o bratrovi kouzelníka Maugise.[54]
  - La mort de Maugis (Maugisova smrt), epos ze 13. století o smrti kouzelníka Maugise.[55]
- La chevalerie Ogier de Danemarche (asi 1215, Rytířské skutky Ogiera Dánského), rozsáhlý epos o hrdinských činech rytíře Ogiera, vnuka Doona Mohučského. Existuje rovněž frankoitalská verze z první poloviny 14. století. Za autora eposu je považován jakýsi Raimbert de Paris.[56] K eposu byl ve 13. století vytvořen
  - prolog Enfances Ogier o Ogierově mládí, autor Adenet le Roi (existuje rovněž frankoitalská verze)
  - a epilog Moniage Ogier (Ogierovo mnišství).
- Doon de Mayence (kolem 1250, Doon Mohučský), skutky zakladatele rodu, podle kterého se jmenuje celý cyklus.[57]
- Gaufrey (13. století), píseň o nejstarším synovi Doona Mohučského.
- Enfances de Doon de Mayence (Mládí Doona Mohučského), prolog k písni Doon de Mayence z počátku 14. století.[57]

### Cyklus křížových výprav

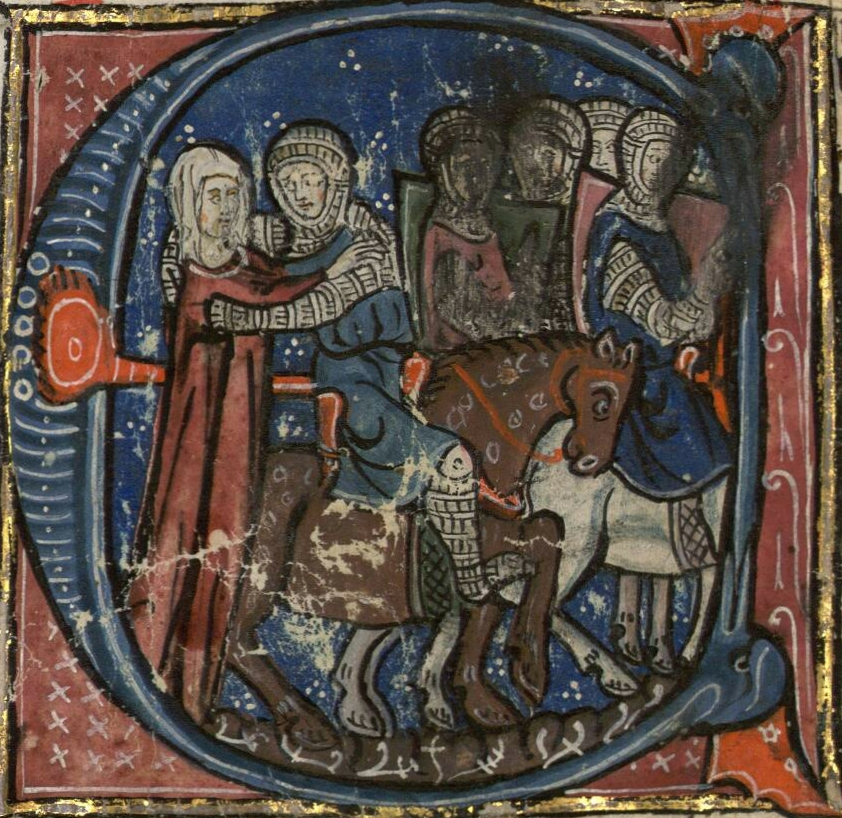
Ida z Boulogne se loučí se svými syny Godefroyem a Balduinem (iluminace k Písni o Antiochii)

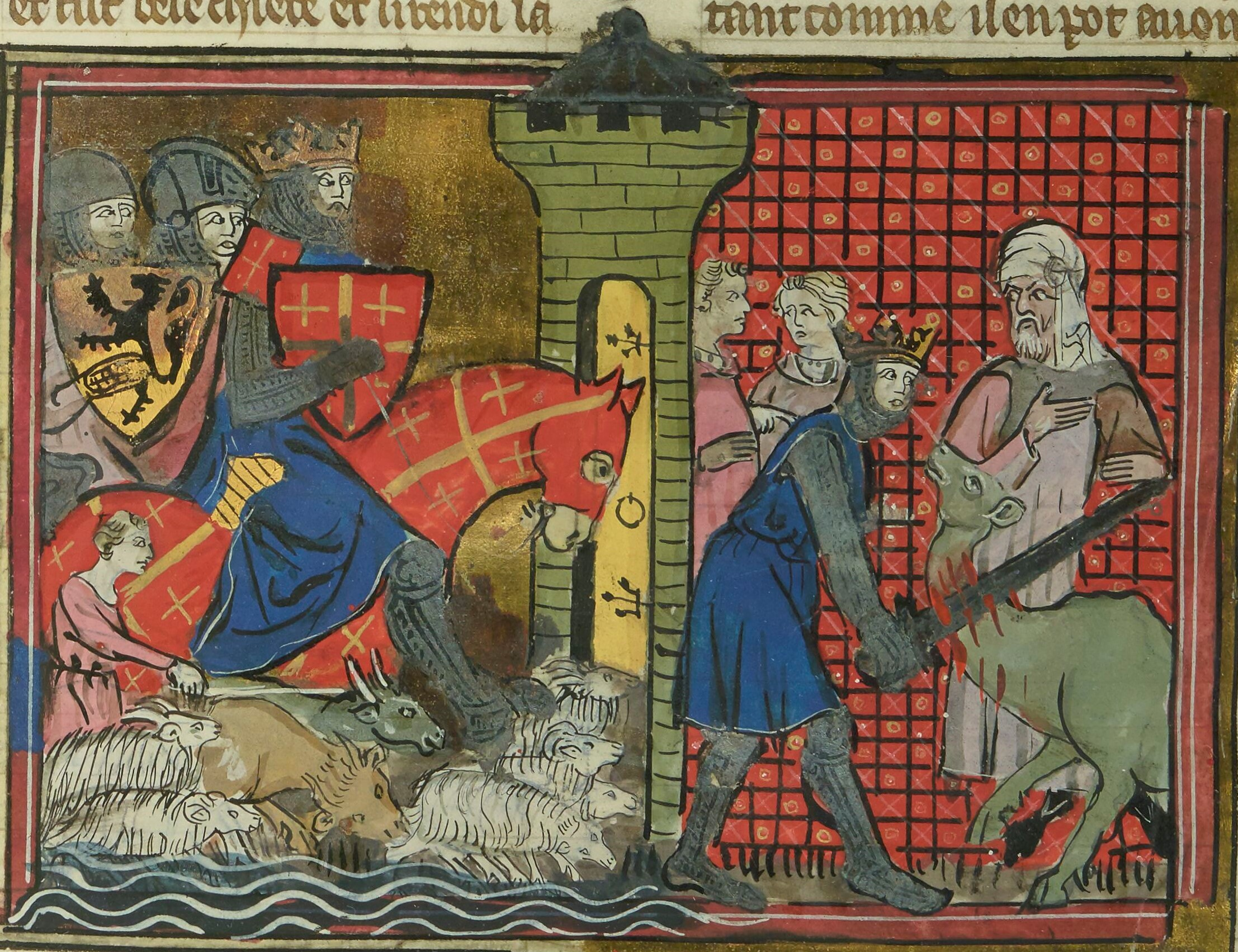
Godefroy z Bouillonu přechází se svými vojsky Jordán (asi 1330)

Cyklus křížových výprav (Le Cycle de la croisade) se vlastně skládá ze dvou autonomních cyklů. První z nich tvoří historické písně inspirované událostmi z let 1097–1099, tedy dobytí Antiochie a Jeruzaléma a vznik křižáckých států ve Svaté zemi. Druhým autonomním cyklem jsou v podstatě pohádkové písně z konce 13. nebo z první poloviny 14. století.

#### První cyklus
Do prvního cyklu (Le Premier Cycle de la Croisade) se řadí následující historické písně:
- La chanson d'Antioche (Píseň o Antiochii). Původní verzi údajně složil očitý svědek dobytí Antiochie Richard le Pèlerin (Richard Poutník) v letech 1120 až 1125, ale z té se dochoval pouze zlomek. Nejstarší známou verzi na základě této básně vytvořil roku 1180 Graindor de Douai.[59]
- La chanson de Jérusalem (asi 1181, Píseň o Jeruzalému) nebo také La conqueste de Jerusalem (Dobytí Jeruzaléma), autor Graindor de Douai, pokračování Písně o Antiochii, vytvoření Jeruzalémského království pod vládou „ochránce Svatého Hrobu“ Godefroye z Bouillonu.
- Li Caitif nebo také Les Chétifs (Zajatci), 12. století, autorem je pravděpodobně Graindor de Douai. Epos líčí příhody (některé fantastické) rytířů upadlých do saracénského zajetí.

K předcházejícím písním vznikla řada pokračování od různých anonymních autorů, jako je například:
- Chrétienté Corbaran (Pokřtění Cotbarana) z  konce 12. století vyprávějící o tom, jak saracénský vojevůdce Cobararan (zkomolenina jména Kerboga) přijal křesťanství po prohrané bitvě u Antiochie.
- Prise d’Acre (Dobytí Akry) z poloviny 14. století líčící činy Godefroye z Bouillonu v Palestině a jeho tažení na Akru.
- Mort Godefroy (Smrt Godefroye) z 13. století popisující smrt Godefroye z Bouillonu a Corbarana.
- Chanson des Rois Baudouin (Píseň o králi Balduinovi) z 13. století. Epos líčí osudy jeruzalémského krále a bratra Godefroye z Bouillonu Balduina.
- Saladin et la chute de Jérusalem (Saladin a pád Jeruzaléma), píseň je ztracena, ale je doložena prozaickou verzí z druhé poloviny 15. století.[60]

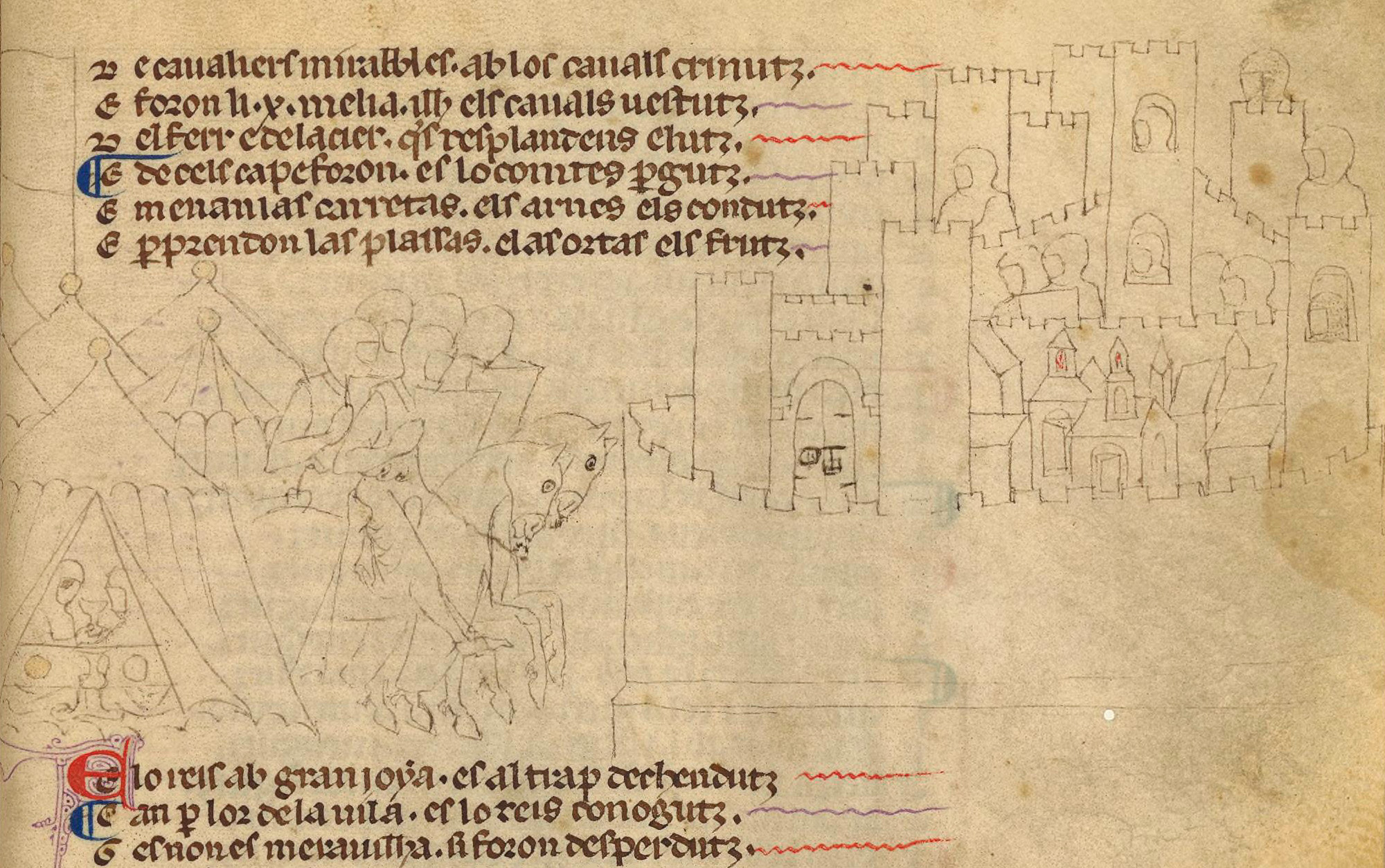
Rukopis Písně o albigenské křížové výpravě, konec 13. století

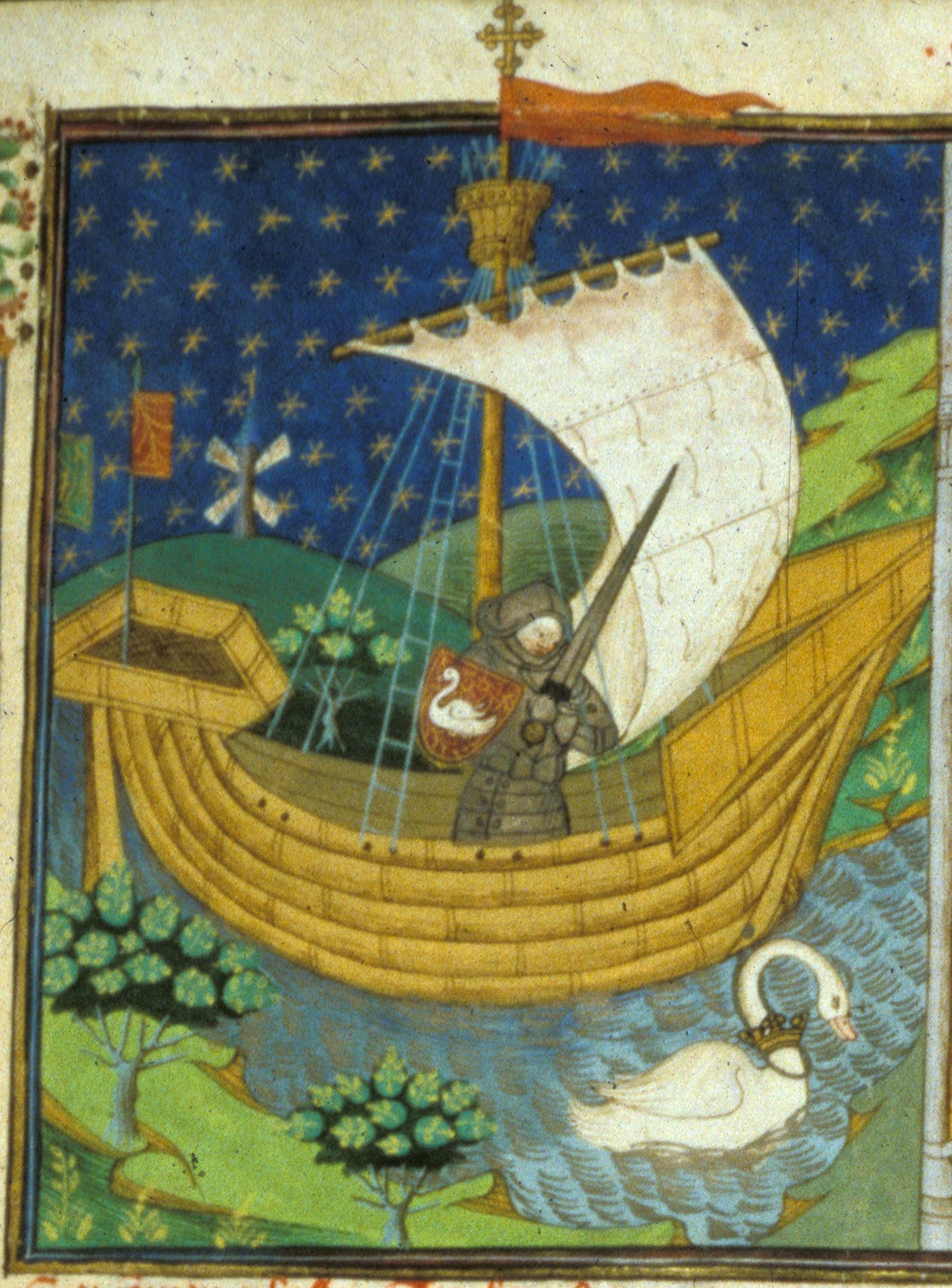
Rytíř s labutí (asi 1444–45)

Někdy je do tohoto cyklu řazena také La Chanson de la croisade albigeoise (Píseň o albigenské křížové výpravě) napsaná v okcitánštině a popisující křižácká tažení proti katarům do Languedocu v letech 1208 až 1219 pod vedením Simona z Montfortu. Píseň má dvě části, které byly spojeny až v rukopise z konce 13. století. První napsal roku 1213 Guillaume de Tudèle (v okcitánštině Guilhèm de Tudèla), druhá část je anonymní, vyznačuje se vysokou literární úrovní a odsuzuje popisovaná křižácká tažení. Autorství druhé části je někdy přičítáno provensálskému šlechtici a trubadúrovi Guimu de Cavalhon.

#### Druhý cyklus
Obsahem pohádkových písní, řazených do druhého cyklu (Le Deuxieme Cycle de la Croisade), jsou příběhy týkající se Godefroye z Bouillonu a jeho rodu:
- Naissance du Chevalier au Cygne (Zrození Rytíře s labutí), pohádkový příběh o narození a mládí předka Godefroye z Bouillonu. Píseň je doložena ve třech variantách (Elioxe, Beatrix a Isomberte).[63][64]
- Chevalier au Cygne (asi 1350, Rytíř s labutí), píseň obsahuje příběh o tom, jak Elias, rytíř s labutí, zachrání nespravedlivě pronásledovanou ženu, ožení se s její dcerou a stane se zakladatelem slavného šlechtického rodu (je dědečkem Godefroye z Bouillonu). Když jeho žena poruší slib, že se nikdy nezeptá na jeho jméno, navždy odpluje na své loďce tažené labutí pryč.[21]
- Fin d'Elias (Konec Elisase) vypráví o událostech následujících poté, co Elias opustil svou ženu a o jeho posledních letech.[65]
- Enfances Godefroy de Bouillon (Mládí Godefroye z Bouillonu). Sultánův syn Cornumarant přijíždí do Bouillonu s úmyslem zabít Godefroye, protože mu bylo prorokováno, že zahubí jeho rod. Byl poznán a poté uzavřel s Godefroyem věčné přátelství.[21]
- Bâtard de Bouillon (asi 1350, Bastard z Bouillonu), pohádková píseň o nemanželském synovi krále Balduina I. a saracénské princezny.[66]
- Baudouin de Sebourc (asi 1360–1370), píseň, inspirovaná životem bratrance Godefroye z Bouillonu a jeruzalémského krále Balduina II., vyznačující se naturalistickou hrubostí a parodií hrdinství (epos je dokladem, jak měšťanský materialismus rozložil původní hrdijský idealismus písní).[21]

### Regionální cykly

#### Severofrancouzský cyklus
Písně Severofrancouzského cyklu (Le cycle du Nort) spojuje postava Raoula de Cambrai a jeho panoše Berniera.
- Raoul de Cambrai (konec 12. století). Tato píseň je někdy řazena do Cyklu Doona Mohučského, protože se zabývá bojem o léno zaviněném zvůlí panovníka (v tomto případě Ludvíka IV.).[67]
- Chanson de Bernier (Píseň o Bernierovi), pokračování předešlé písně z počátku 13. století.[67]

#### Lotrinský cyklus
Lotrinský cyklus (Le cycle des Lorrains) obsahuje pět anonymních eposů ze 12. a 13. století napsaných v lotrinštině. Je odrazem divokých feudálních válek v 11. a 12. století a vypráví o boji mezi dvěma velkými šlechtickými rody – lotrinským a bordeauxským.
- Hervis de Metz (začátek 13. století), dějově první část cyklu z doby Karla Martela.
- Garin le Lorrain nebo také Garin le Loherain (konec 12. století), hrdinou eposu, odehrávajícího se za krále Pipina Krátkého, je Hervisův syn Garin se svým bratrem Begonem, kteří se nepohodnou s Fromonden, princem z Bordeaux, a jeho synem Fromondinem. Spor přeroste v barbarskou feudální válku, ve které jsou Garin a Begon zabiti. Od jména Loherain je odvozeno jméno Lohengrin.
- Gerbert de Metz (mezi roky 1185 a 1210), v eposu pomstí Gerbert za pomoci svých bratranců vraždu svého otce (píseň končí Fromondinovou smrtí).
- Anseïs de Metz, přelom 12. a 13. století, píseň popisuje akty pomsty, které následují po smrti Fromondina a po vraždě Gerberta, kterého mstí jeho syn Anséïs.
- Yon ou la Venjance Fromondin (13. století), zkrácená verze písně Anséï de Metz, která v sobě obsahuje mnoho prvků ze severofrancouzského eposu Raoul de Cambrai.

#### Malý cyklus blaiveský

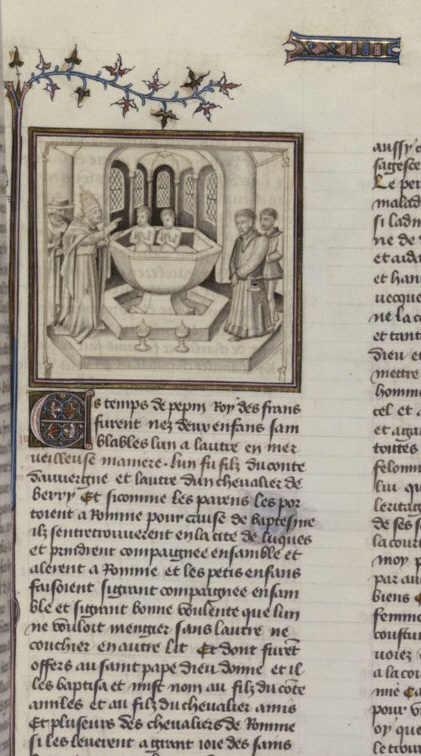
Amis a Amil, rukopis, kolem roku 1200

Malý cyklus blaiveský (Le Petite Cycle de Blaye) obsahuje dvě chanson de geste:
- Ami et Amile (kolem roku 1200, Amis a Amil), píseň o přátelství, které je schopno jakékoliv oběti. Amis vyhraje za svého přítele Amila souboj božího soudu a je za to Bohem potrestán malomocenstvím. Amil má vidění, ve kterém se dozví, že jeho přítele může vyléčit pouze koupel v krvi jeho dětí. Po krutém duševním boji Amil své dva syny opravdu zabije. Jejich krev Amise skutečně uzdraví a Bůh pak Amila odmění tím, že jeho děti vzkřísí.[69]
- Jourdain de Blaye (počátek 13. století), pokračování písně Amis a Amil, ve kterém vystupuje Amilův vnuk Jourdain. Příběh písně připomíná starořecký román Příhody Apollonia, krále Tyru.[70]

#### Cyklus saint-gilleský
Cyklus saint-gilleský (Geste de Saint-Gilles) obsahuje dvě pikardské písně spojené událostmi ze života potomků hraběte Juliena de Saint-Gilles:
- Elie de Saint-Gilles (konec 12. století), jde o příběh syna hraběte Juliena de Saint-Gilles. Po různých střetnutích se Saracény, ve kterých mu pomáhají i vojska krále Ludvíka I. a Viléma Oranžského, se Elie ožení s Ludvíkovou dcerou, se kterou má syna Aiola.[71]
- Aiol (první část asi 1173, druhá část je z první poloviny 13. století), epos se odehrává opět za Ludvíka I. a vypráví o snaze mladého rytíře Aoila, jehož otec je díky zrádci Marlinovi poslán do vyhnanství, získat zpět rodinný majetek. Druhá část je o vítězném střetnutí mezi Aiolem a Marlinem a o jeho svatbě s pokřtěnou Saracénkou Mirabel.[72]

### Písně nezařazené do žádného cyklu
Kromě výše uvedených písní existuje celá řada chansons de geste, jejichž zařazení do jednotlivých cyklů je velmi obtížné. Většinou se proto uvádějí mimo cykly. Jde zejména o tyto písně:
- Daurel et Beton nebo Daurel e Betó (konec 12. století), okcitánský epos spojený některými postavami s Královským cyklem.[73]
- Aigar et Maurin (konec 12. století), okcitánský epos, dochoval se pouze fragment.[74]
- Doon de la Roche (konec 12. století), epos odehrávající se v době krále Pipina Krátkého, ve kterém jsou popsány intriky strýce budoucího zrádce Ganelona.[75]
- Orson de Beauvais (konec 12. století), píseň o  tom, jak hrabě Orson upadne zradou do saracénského zajetí, aby se pokrytec Hugon mohl zmocnit jeho ženy.[76]
- Auberi le Bourguignon (asi 1250), pikardský epos založený na pověstech východogermánských Burgundů.[77]
- Lion de Bourges (Lev z Bourges), hrdinou eposu ze 14. století je syn vévody z Bourges, který se snaží získat zpět své dědictví, když byl jeho otec díky křivým obviněním poslán Karlem Velikým do vyhnanství (Lvem je nazýván proto, že se o něho starala lvice).[78]
- La geste de Liege (druhá polovina 14. století), obsahem eposu od Jeana d'Outremeuse je mytická historie jeho rodného města Lutychu napsaná částečně v próze a částečně ve verších.[79]

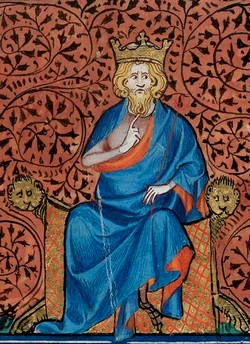
Dagobert I. (14. století)

- Pseudocyklus krále Dagoberta – v polovině 14. století se stala doba vlády franského krále Dagoberta, zakladatele kláštera v Saint-Denis, inspirací pro pět chansons de geste:[80]
  - Florent et Octavien (kolem 1356. Florent a Octavien), v písni prosí Dagobert Svatého Diviše (Saint Denis) o pomoc proti nepříteli a slibuje založit na jeho poctu klášter.
  - Charles le Chauve nebo také Dieudonné de Hongrie (1360–1365, píseň líčí příběhy imaginárních Dagobertových předků.
  - Ciperis de Vignevaux (polovina 14. století), epos o vnukovi krále Dagoberta (pod jménem Ciperis se skrývá pozdější král Childerich II.)
  - Florence de Rome, píseň o neprávem pronásledované ženě zařazená do pseudocyklu krále Dagoberta vznikla v polovině 14. století přepracováním stejnojmenné písně z první čtvrtiny 13. století.
  - Theseus de Cologne (druhá polovina 14. století), píseň z konce Dagobertovy vlády vypráví příběh sporu rytíře Théséa, syna krále Floridase z Kolína nad Rýnem s Dagobertovým synem Ludovisem, pozdějším králem Chlodvíkem II. Na konci písně Dagobert umírá.
- La Guerra d'Attila (1358, Válka s Attilou), frankoitalská chanson de geste, jejímž autorem je boloňský básník Niccolò da Casola (báseň se obsahem blíží rytířskému románu).[81]
- La Belle Hélène de Constantinople (Krásná Helena z Konstantinopole), severofrancouzský epos ze 14. století o matce svatého Martina, ženě tak krásné, že si ji chtěl vzít za manželku sám její otec, byzantský císař.[82]

## Odraz chansons de geste ve světovém umění
Chansons de geste inspirovaly celou řadu umělců k vytvoření vlastních děl na jejich motivy, ať už tomu bylo ve výtvarném umění, v literatuře, hudbě nebo ve filmu.

### Výtvarné umění

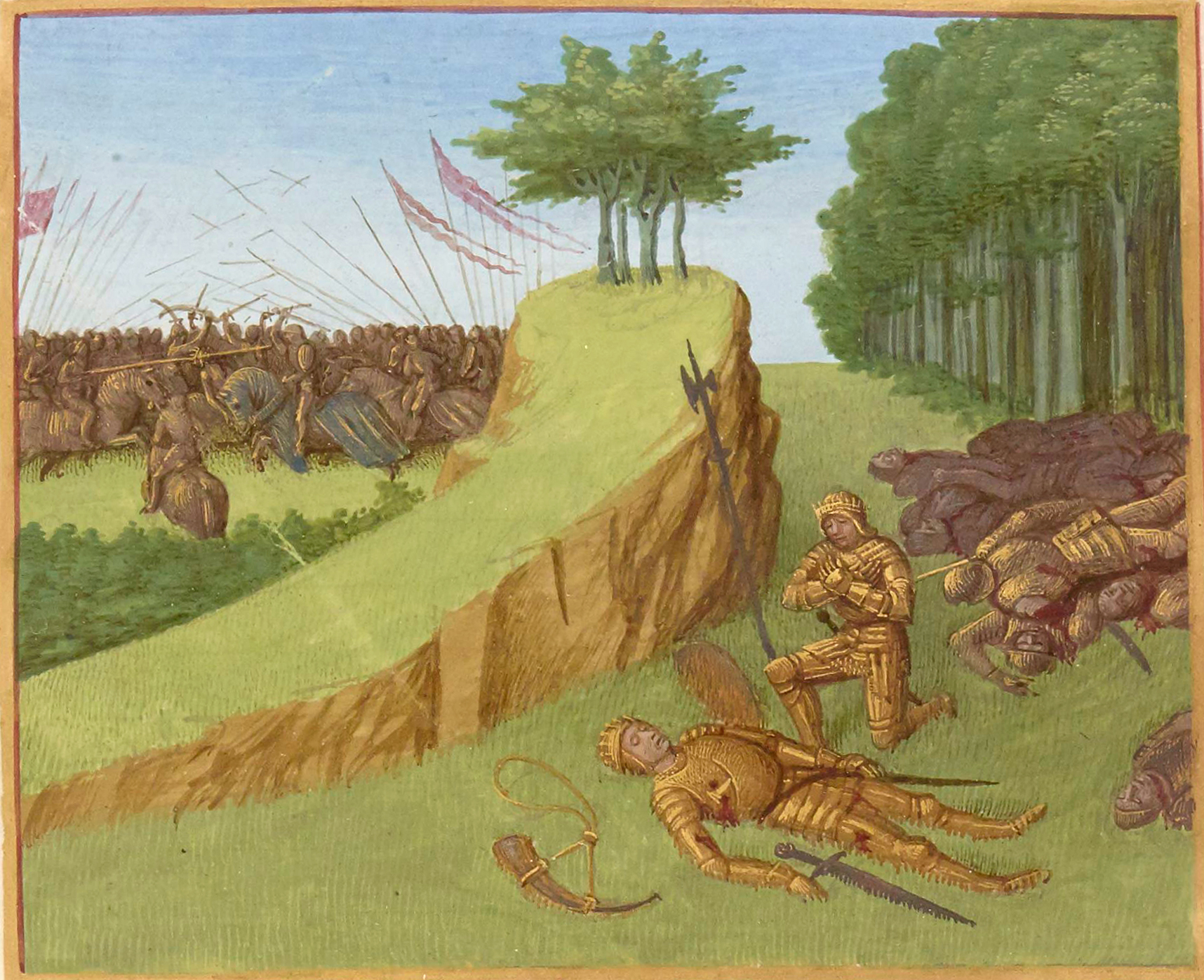
Rolandova smrt, obraz od Jeana Fouqueta (mezi 1455–1460).

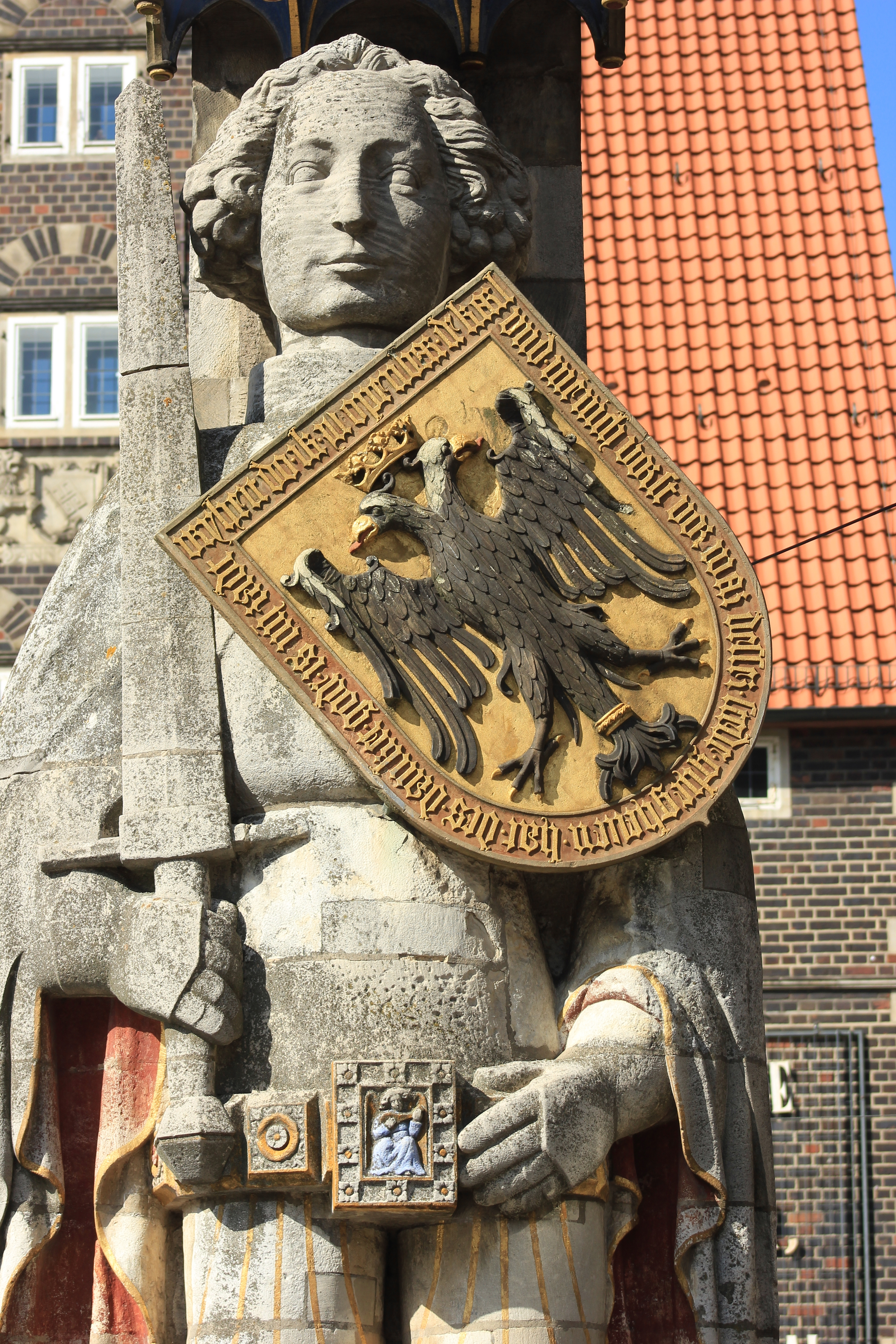
Socha rytíře Rolanda v Brémách z roku 1404.

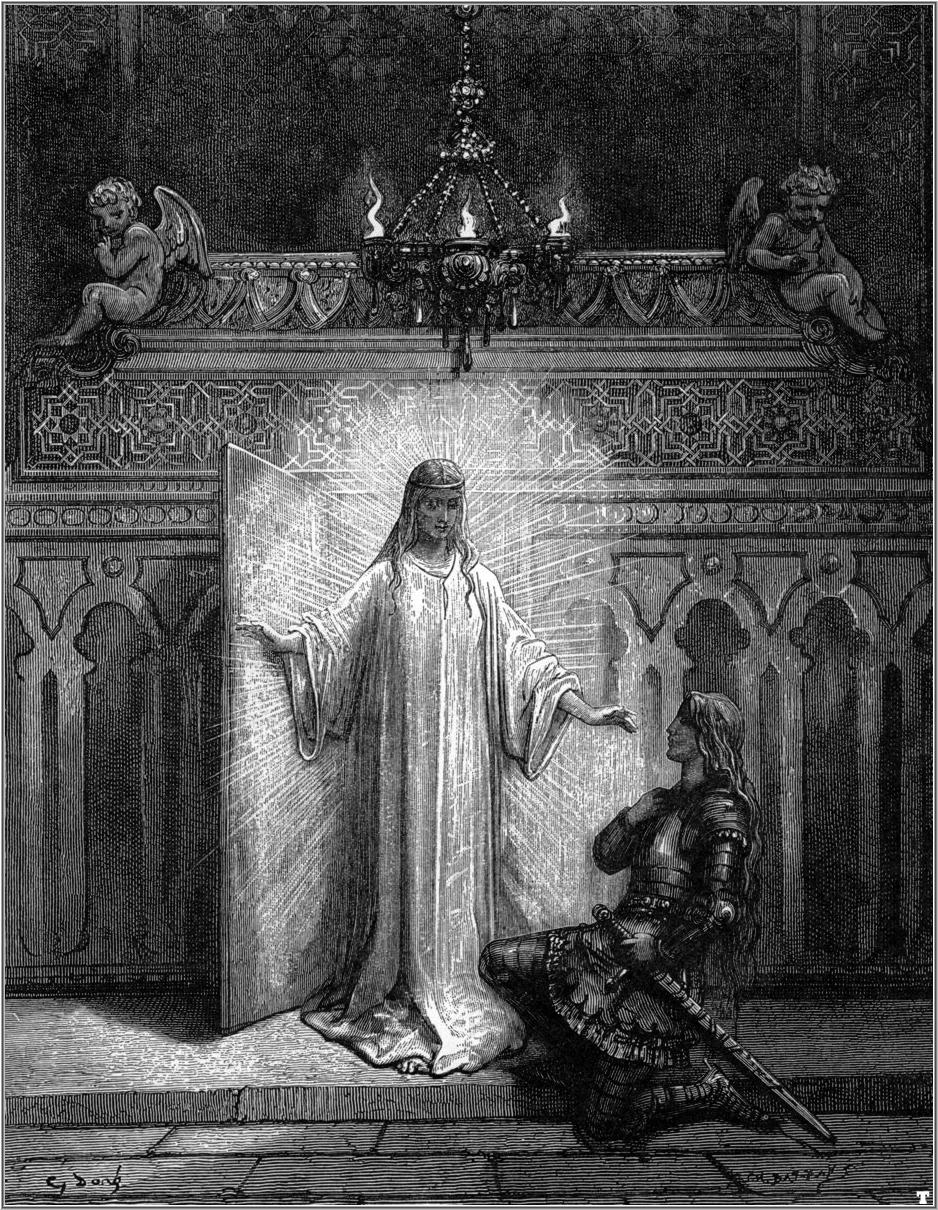
Ilustrace Gustava Dorého k eposu Zuřivý Roland od Ludovica Ariosta z roku 1877.

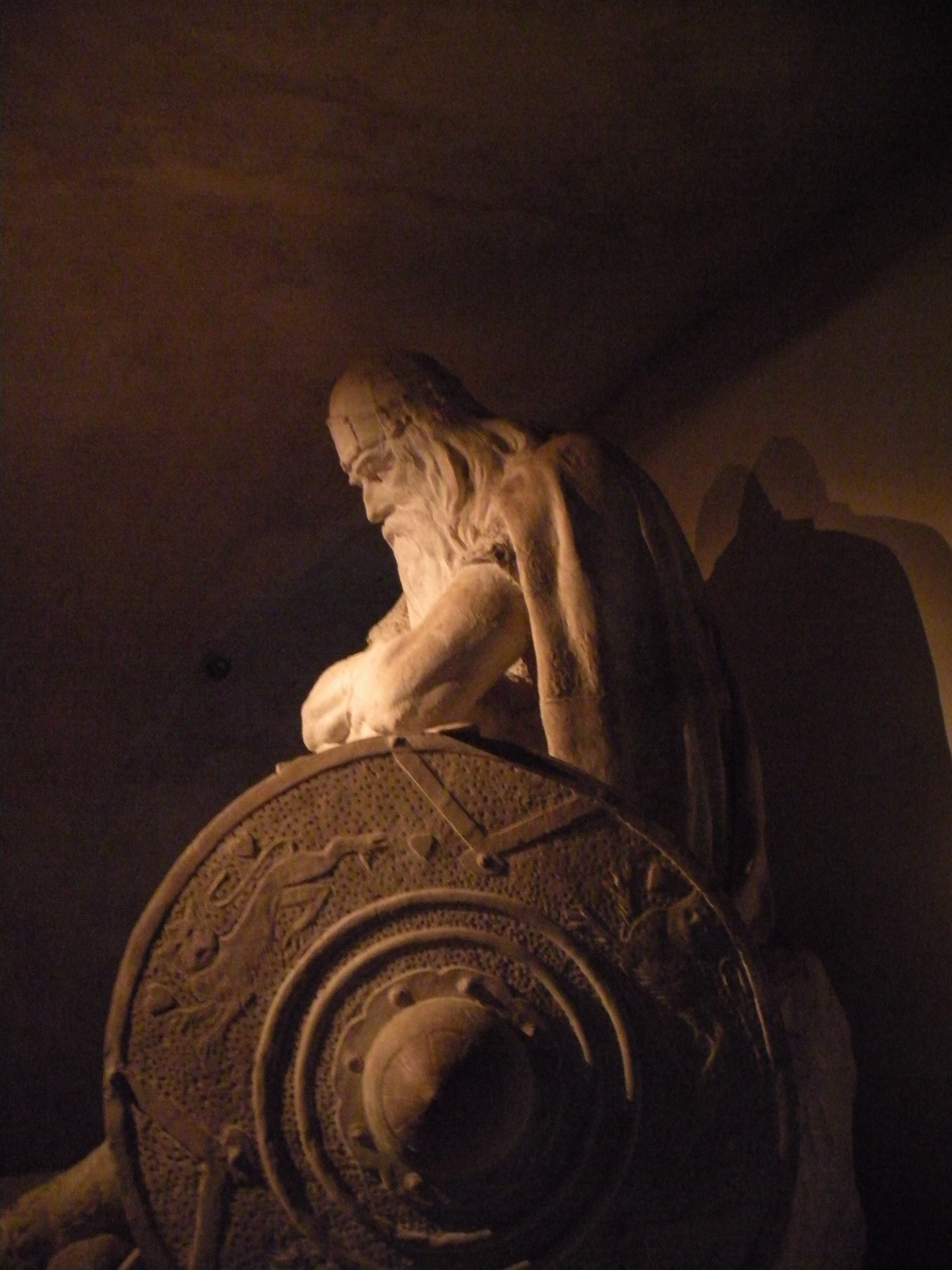
Socha rytíře Ogiera Dánského z roku 1907 od Hanse Pedera Pedersena-Dana umístěná na zámku Kronborg.

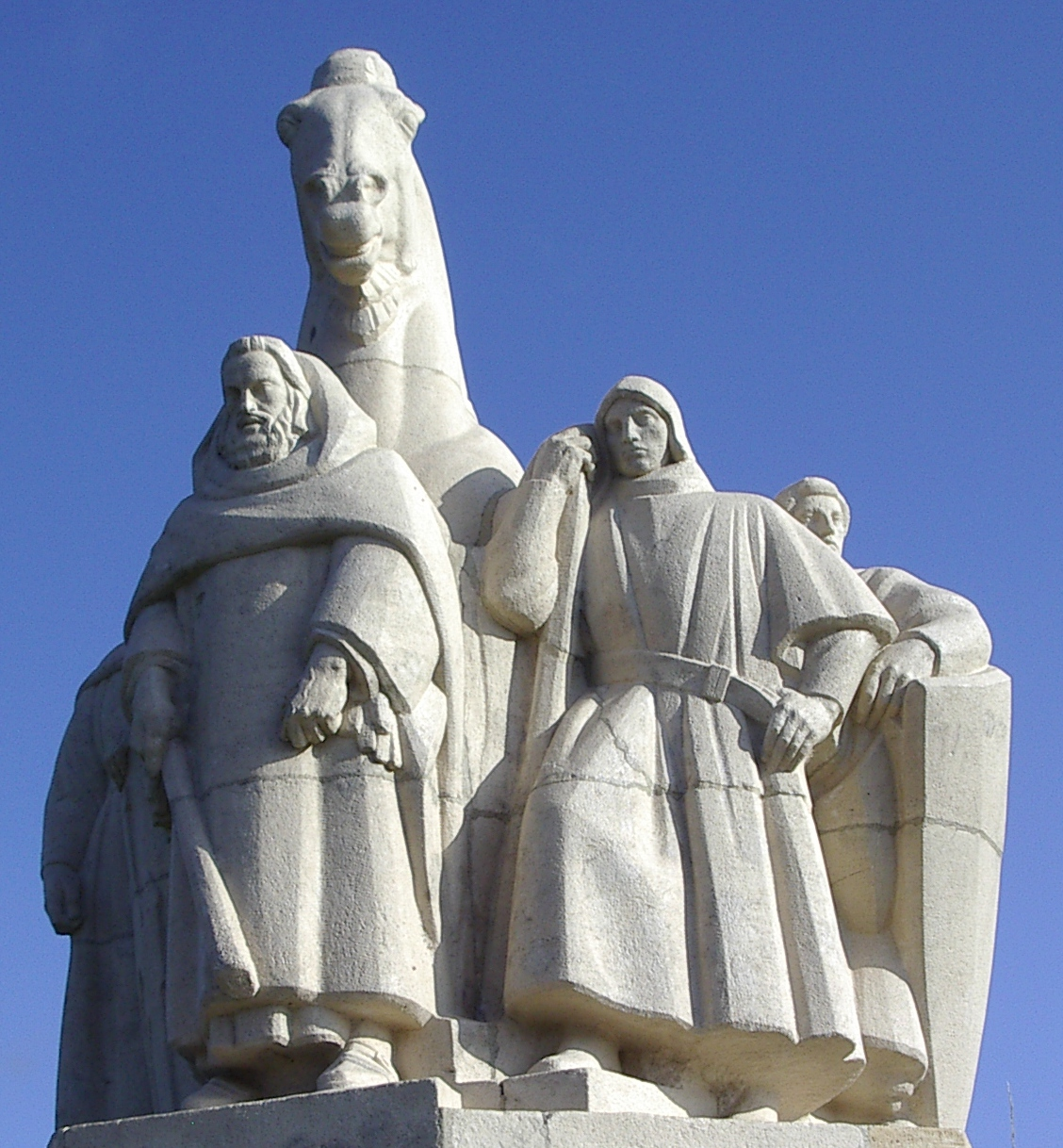
Sousoší čtyř bratrů Ajmonových a jejich koně Bajarda z roku 1950 od Alberta Poncina umístěné v Bogny-sur-Meuse v Ardenách.

Výtvarných děl, inspirovaných chansons de geste, je velmi mnoho. Jde nejen o nepřeberné množství ilustrací k různým vydáním eposů, jejich adaptací a děl vytvořených na jejich motivy, ale také o obrazy a sochy. Za všechny jmenujme alespoň:
- obraz Rolandova smrt od Jeana Fouqueta (mezi 1455–1460).
- sochu rytíře Rolanda v Brémách z roku 1404.
- ilustrace Gustava Dorého k eposu Zuřivý Roland od Ludovica Ariosta z roku 1877.
- sochu rytíře Ogiera Dánského z roku 1907 od Hanse Pedera Pedersena-Dana umístěná na zámku Kronborg v Dánsku.
- Sousoší čtyř bratrů Ajmonových a jejich koně Bajarda z roku 1950 od Alberta Poncina umístěné v Bogny-sur-Meuse v Ardenách.[83]

### Hudba
- Jean-Baptiste Lully: Roland (1685), francouzská opera (tragédie lyrique), libreto sepsal Philippe Quinault podle Ariostova eposu Zuřivý Roland.[91]
- Antonio Vivaldi: Orlando Finto Pazzo (1714), italská opera seria, libreto Grazio Braccioli podle Boiardova eposu Zamilovaný Roland.[92]
- Antonio Vivaldi: Orlando Furioso (1727, Zuřivý Roland), italská opera seria, libreto Grazio Braccioli podle Aristova eposu.[93]
- Georg Friedrich Händel: Orlando (1733), opera seria na italské libreto podle eposu Zuřivý Roland.[94]
- Franz Schubert: Fierrabras (1823, uvedeno až 1897), opera podle stejnojmenného eposu, libreto Joseph Kupelwieser.[95].
- Michael William Balfe: Les Quatre fils Aymon (1844, Čtyři synové Ajmonovi), francouzská opéra comique.[96]

### Film a televize
- Orlando e i Paladini di Francia (1956), italský film, režie Pietro Francisci.[97]
- Orlando furioso (1975), italský pětidílný televizní seriál, režie Luca Ronconi.[97]
- Le jeune homme et le lion (1977, Mladík a lev), francouzský televizní film o životě Karla Velikého a o jeho přátelství s rytířem Rolandem, scénář Jean Anouilh, režie Jean Delannoy.[97]
- La chanson de Roland (1978, Píseň o Rolandovi), francouzský film, režie Frank Cassenti.[97]
- I Paladini: Storia d'armi e d'amori (1983), italský film podle eposu Zuřivý Roland, česky jako Srdce a zbroj, režie Giacomo Battiato.[98]
- Charlemagne, le prince à cheval (1994), francouzský třídílný televizní film, režie Clive Donner.[97]
- Nevěsta s velkýma nohama (2002, český televizní film podle písně Berta s velkýma nohama (Berthe aux grands pieds), režie Viktor Polesný.[99]

## Česká vydání a adaptace
- Julius Zeyer: Román o věrném přátelství Amise a Amila (1880), román zpracovává látku písně Amis a Amil.[100]
- Píseň o Rolandu. Překlad Josef Štefan Kubín. Praha: J. Otto, 1895. 159 s. (Sborník světové poesie; sv. 35).[101]
- Julius Zeyer: Karolinská epopeja (1896), cyklus obsahuje čtyři rozsáhlé epické skladby Pohádka o Karlu Velikém, Román o čtyřech synech Ajmonových, Píseň o Rolandu a Píseň o korunování krále Lovise. Jednotlivé skladby obsahují celou řadu odboček (například ve formě vzpomínek atp.), takže cyklus zpracovává devatenáct chansons de geste.[102]
- Píseň o Rolandovi. Překlad Amalie Krejčová. Praha: Jan Laichter, 1915. 128 s. (Žeň z literatur; sv. 51).[103]
- Václav Cibula: Hrdinské legendy staré Francie (1963), prozaické převyprávění pěti chanson de geste pod názvy Poslední výprava rytíře Rolanda, Jak se stala Berta královnou, Dobytí města Nîmes, Život a dobrodružství Renalda z Montalbanu a Oberon.[104]
- Píseň o Rolandovi. Překlad Jiří Pelán; ilustrace Miloslav Troup. Praha: Odeon, 1986. 228 s.[105]